# 加尔默罗会圣若瑟堂
加尔默罗会圣若瑟堂（法語：Église Saint-Joseph-des-Carmes）是一座罗马天主教教堂，位于巴黎第六区沃日拉尔路70号。该堂原为加尔默罗会修道院的小堂，现在既是巴黎天主教大学的教堂，也是社区的堂区教堂。 该堂供奉圣母玛利亚的丈夫圣若瑟，建于1613年至1620年，其外观的古典主义建筑元素与内部 的巴洛克建筑和艺术结合完美。教堂在部分时间对公众开放。

## 历史
1610年，教宗保祿五世派两名赤足加尔默罗会修女从罗马到巴黎，建立修道院。这是法国宗教狂热的时期；仅在1600年至1670年间，巴黎就新建了77座教堂和其他宗教机构。1613年，摄政王太后玛丽·德·美第奇为新教堂奠基，她的住所就在附近的卢森堡宫。教堂的外部在1620年基本完工，然后开始内部装饰。第一次弥撒是在那一年的3月19日圣若瑟瞻礼举行。1625年12月21日，沙特尔主教Leonor d‘Étamps de Valencay祝圣了教堂，他与黎塞留枢机密切合作。这是巴黎第一座供奉圣若瑟的教堂，由亞維拉的德蘭领导的加尔默罗会特别崇敬圣若瑟。
在教堂建造的同时，毗邻的赤足加尔默罗会修女院也建成了。它由两个回廊组成，较小的回廊供来自修道院外的人使用，较大的回廊则供修女使用。它包含一个食堂、供修女使用的房间、院长厅和供初学者使用的大厅，可以容纳40到60名初学者。如今，这座建筑几乎完好无损，被神学院使用。

### 法国大革命-九月屠杀
1789年，法国大革命爆发后，革命的国民议会投票决定，要将教会和神职人员的所有财产国有化。1790年，议会要求所有神职人员向新政府宣誓。大部分神父拒绝签署誓言，尤其是在教宗谴责之后。这些所谓的“耐火材料”（refractaires）成为新政府的对头。1792年8月10日，一群暴徒攻占了杜伊勒里宫，监禁国王及其家人，“耐火材料”被认为是嫌疑人。8月10日之后，大约1000名“耐火材料”被逮捕并关押在多个地点，包括加尔默罗会圣若瑟堂。
1792年9月2日，谣言传到巴黎，一支普鲁士军队正在接近这座城市营救国王。革命领袖乔治·雅克·丹东 呼吁无套裤汉处死任何没有拿起武器对抗普鲁士人的人。这一事件称为九月屠杀，发生在9月2日至4日之间，夺去了约1400名受害者的生命，其中包括223名神父。其中在加尔默罗会圣若瑟堂被杀害的神父人数最多，共有115人。他们得到了最后一次向政府宣誓的机会，然后在一群手持斧头、长矛和剑的无套裤汉面前走下楼梯来到花园。在两个小时的过程中，有115名神父、一名俗人和一名宗教人士被暴徒杀害。 这个楼梯现在称为殉道楼梯。遇难者包括阿尔勒、博韦和桑特 的主教。
该教堂一直作为监狱，直到革命结束，并成为第二次大屠杀的现场。1794年7月23日，一群被指控阴谋的49名贵族被处决。他们包括索伊古伯爵和亚历山大·德·博阿尔内，即约瑟芬·德·博阿尔内（约瑟芬皇后）的第一任丈夫，约瑟芬本人也被囚禁在那里，但后来活了下来，成为拿破仑·波拿巴的妻子。
1797年，索伊考特小姐买下了这座废弃的教堂和修道院，恢复了加尔默罗会修女院。这一时期的一些修女房间被保存下来，可以参观。
1841年，巴黎总主教购买这些建筑，1875年改建为巴黎天主教大学。这座教堂现在由神学院使用，同时也是社区的堂区教堂。
今天教堂和大学占用的土地不到修道院和教堂原有土地的一半。因为在1798年，修建了一条新的街道，阿萨斯街（rue d‘Assas），1866年拿破仑三世又修建了一条新的林荫大道，雷恩街（rue de Rennes）。18世纪，加尔默罗会在Regard街上修建私人房屋出租，从而找到了新的收入来源。其中一些房屋还在，位于Regard街的1、5和13号。

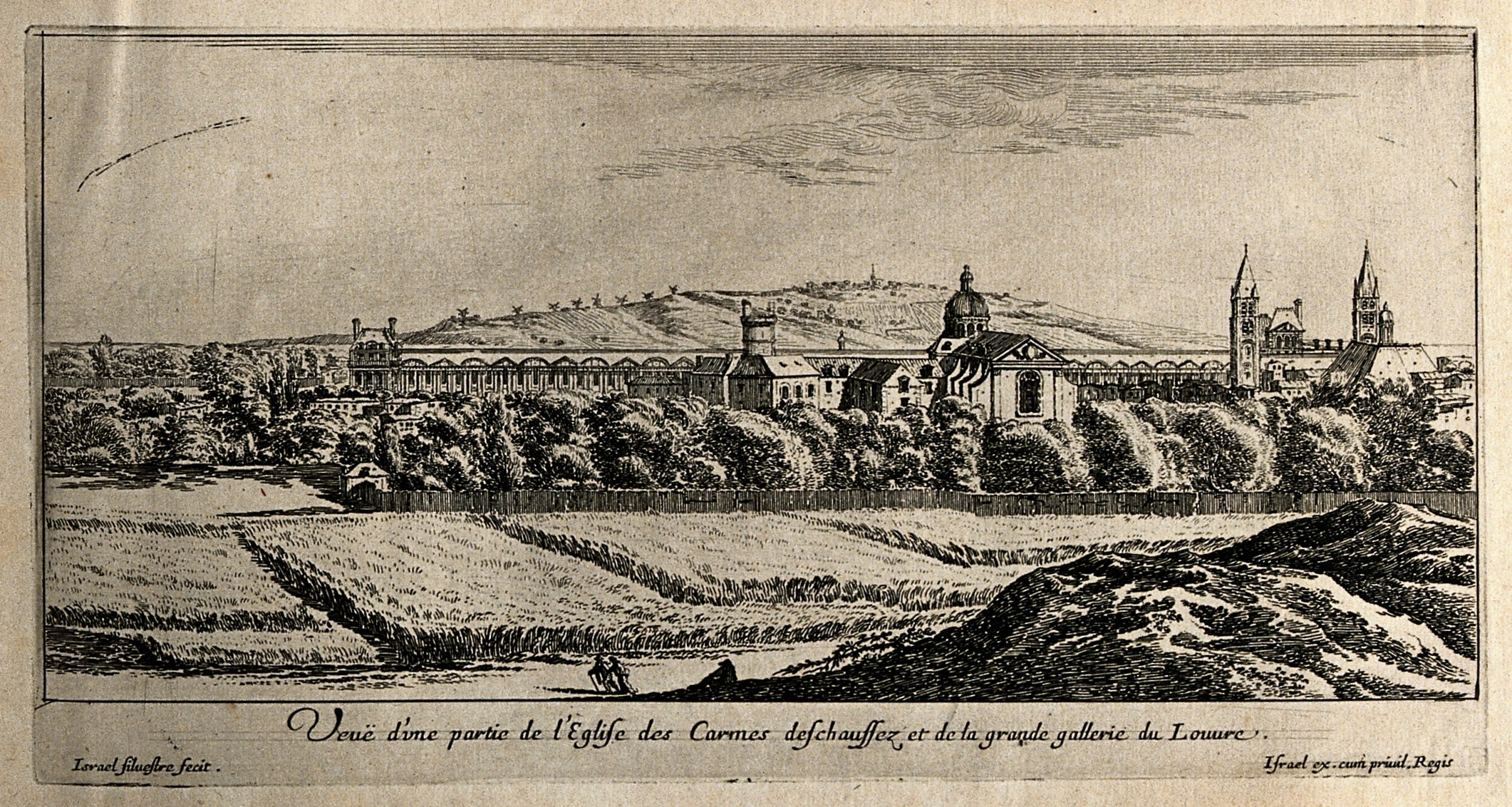
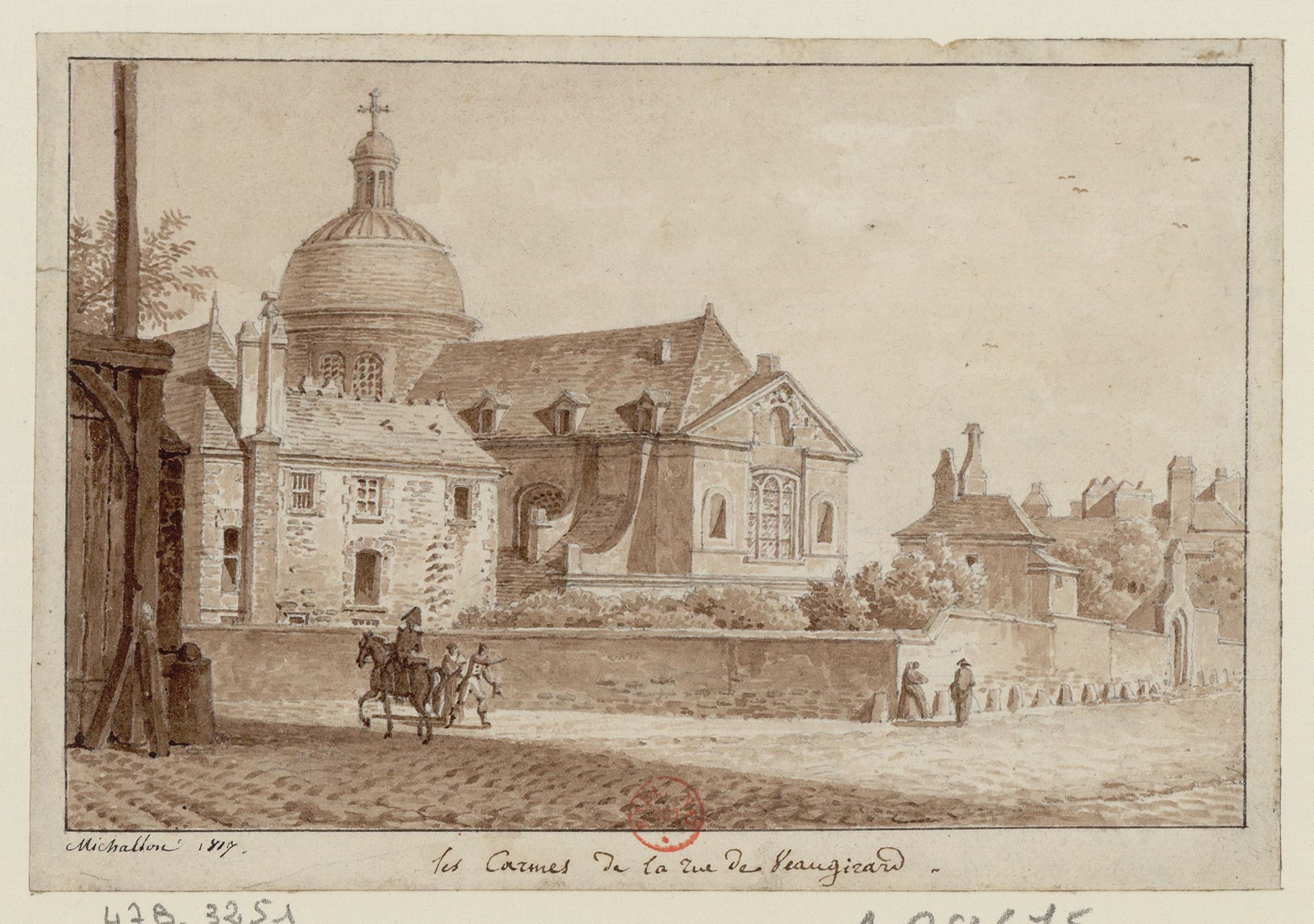

## 外观

### 立面
教堂的外观受到古典主义建筑，特别是意大利巴洛克建筑风格的影响，首次见于1470年佛罗伦萨的新圣母大殿，后来在罗马，16世纪后期在其他城市被广泛复制。它使用了古罗马建筑的元素；三层向上逐渐缩小，顶部是一个古典主义的三角形山花，上面有一尊圣母玛利亚的雕像。立面装饰有壁柱，或带有古典柱头的模拟柱，似乎是建筑的一部分。在19世纪，它被重新设计成更具装饰性的细节。

### 穹顶
穹顶在建造时是巴黎的一大新奇事物；这是巴黎第二座建成的穹顶；仅次于小奥斯定修道院的圆顶; （这个圆顶现在位于附近的巴黎美术学院）。它是由路易•卢西安•多维拉德设计。 很快巴黎就有其他的穹顶来模仿：索邦大学（1634年）、圣保禄圣路易教堂 （1630年）、聖寵谷教堂 （1660年）和荣军院（1694年）。

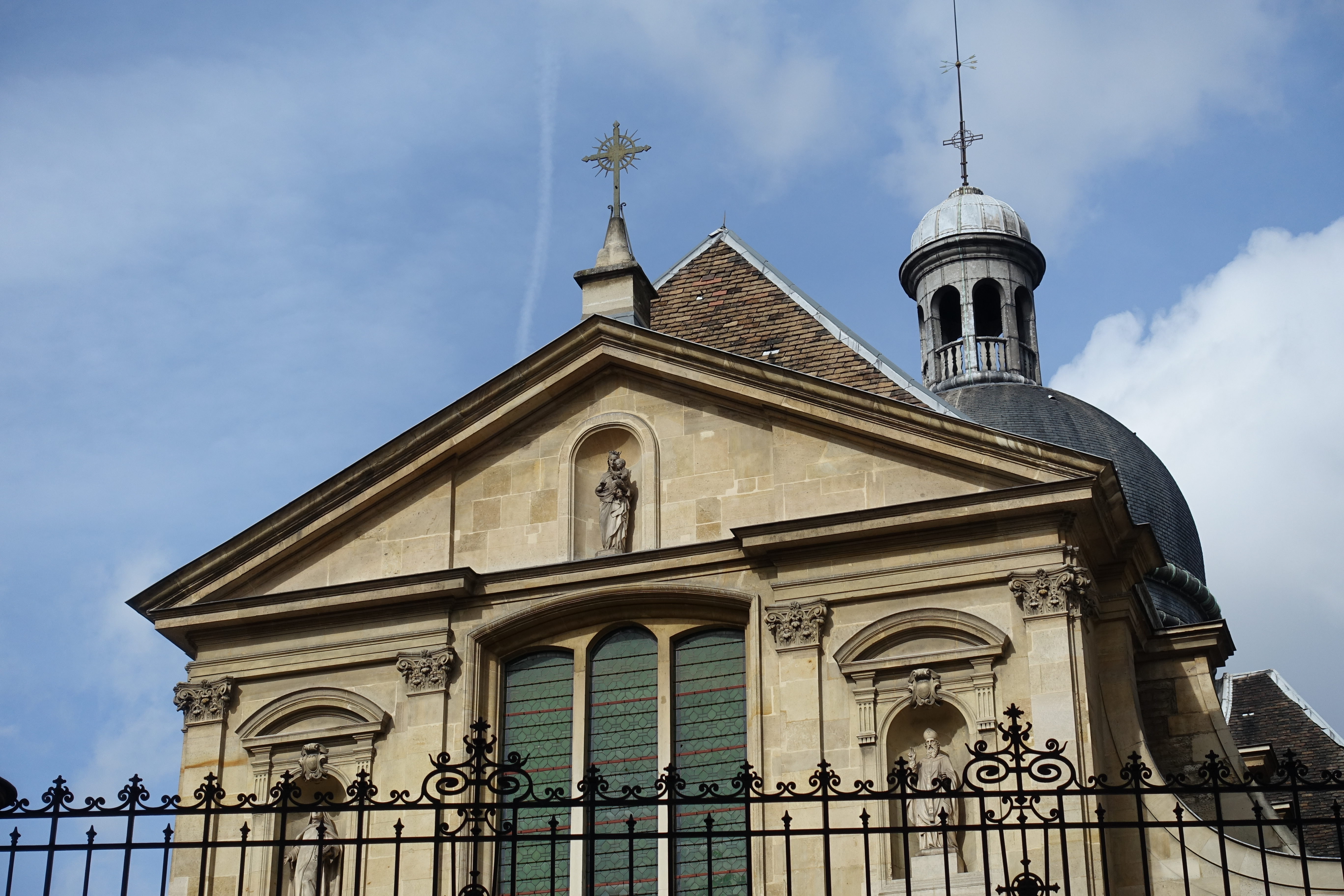
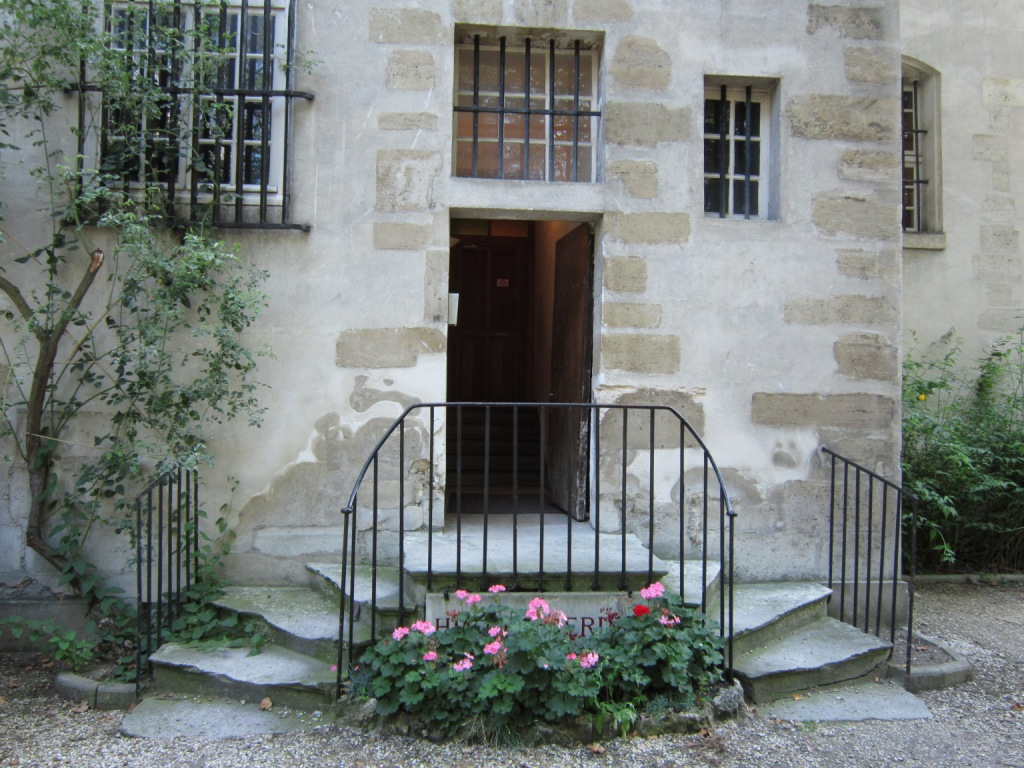
殉道楼梯，1792年九月屠杀的地点，拉丁文铭文："Hic ceciderund" ("他们在这里倒下.").
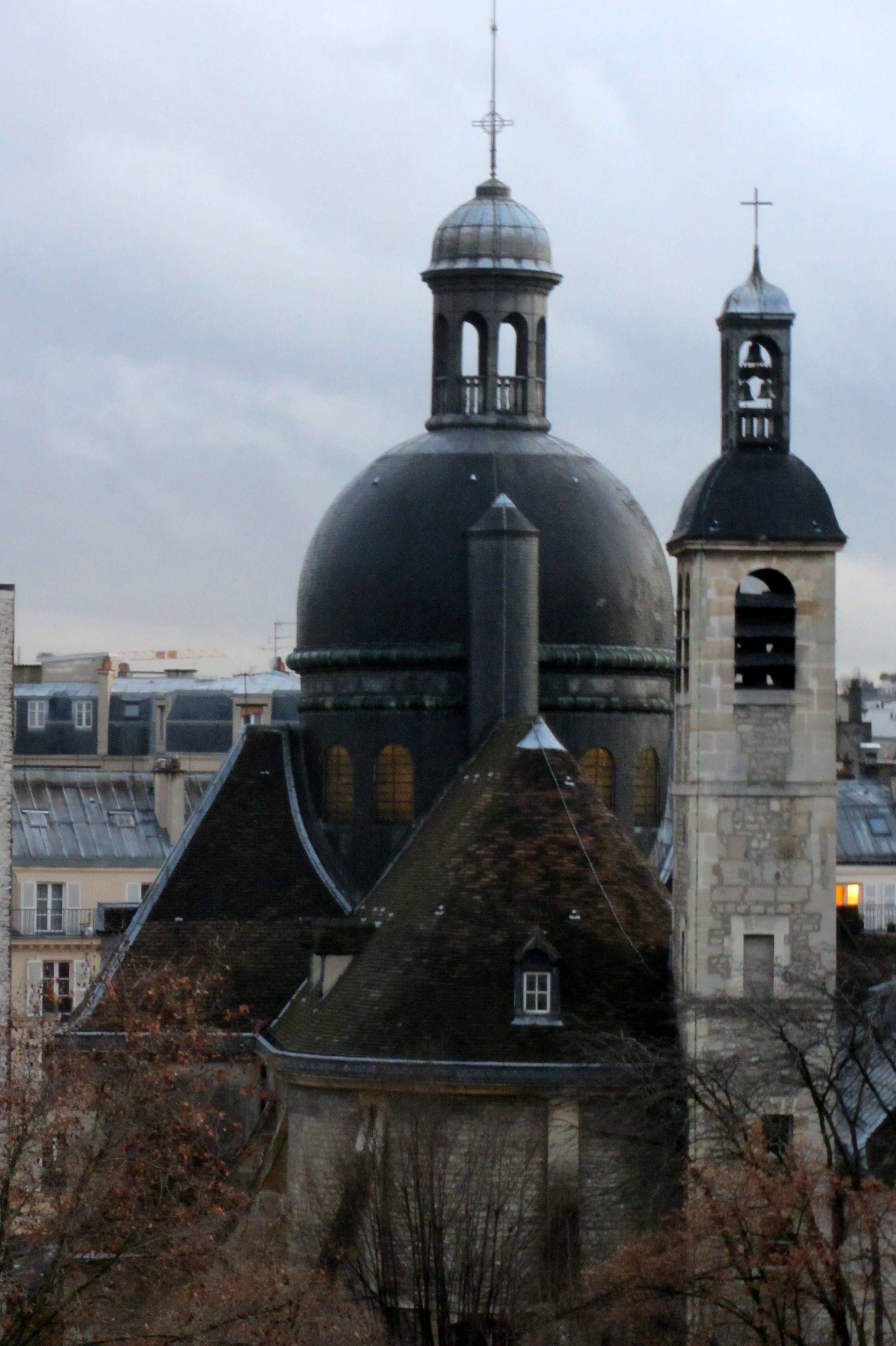

## 内部
虽然教堂的外观相当正式和简朴，但内部却非常巴洛克，充满了色彩、幻像效果以及建筑和艺术赋予的运动感。中殿覆盖着圆形拱顶，两旁排列着多立克柱式和壁柱，涂成大理石状。圆形拱门装饰精美，将中殿与两侧的小堂以及后殿隔开。后殿是以前修女们所在的咏经席，现在基本上隐藏在祭坛后面。
内部显示了特伦托会议的影响，根据会议的决议，要求教堂装饰得更华丽，设计得更吸引普通的教友。在典型的改革教堂中，神职人员所在的咏经席，已移到了祭坛后面，这样普通的堂区教友就会更靠近祭坛，拥有更大的参与感。
1633年，首席大法官皮埃尔·塞吉埃下令修建正祭台。这些雕刻是西蒙·吉兰和弗朗索瓦·安格尔的作品。1624年，王后奥地利的安妮将祭坛画送给赤足加尔默罗会修女院；是由昆汀·瓦兰绘制，描绘耶稣进圣殿。
圆顶上装饰着一幅由列日画家沃尔特·戴默里于1644年绘制的《火战车上的以利亚》。这是17世纪巴黎圆顶内的第一幅壁画。

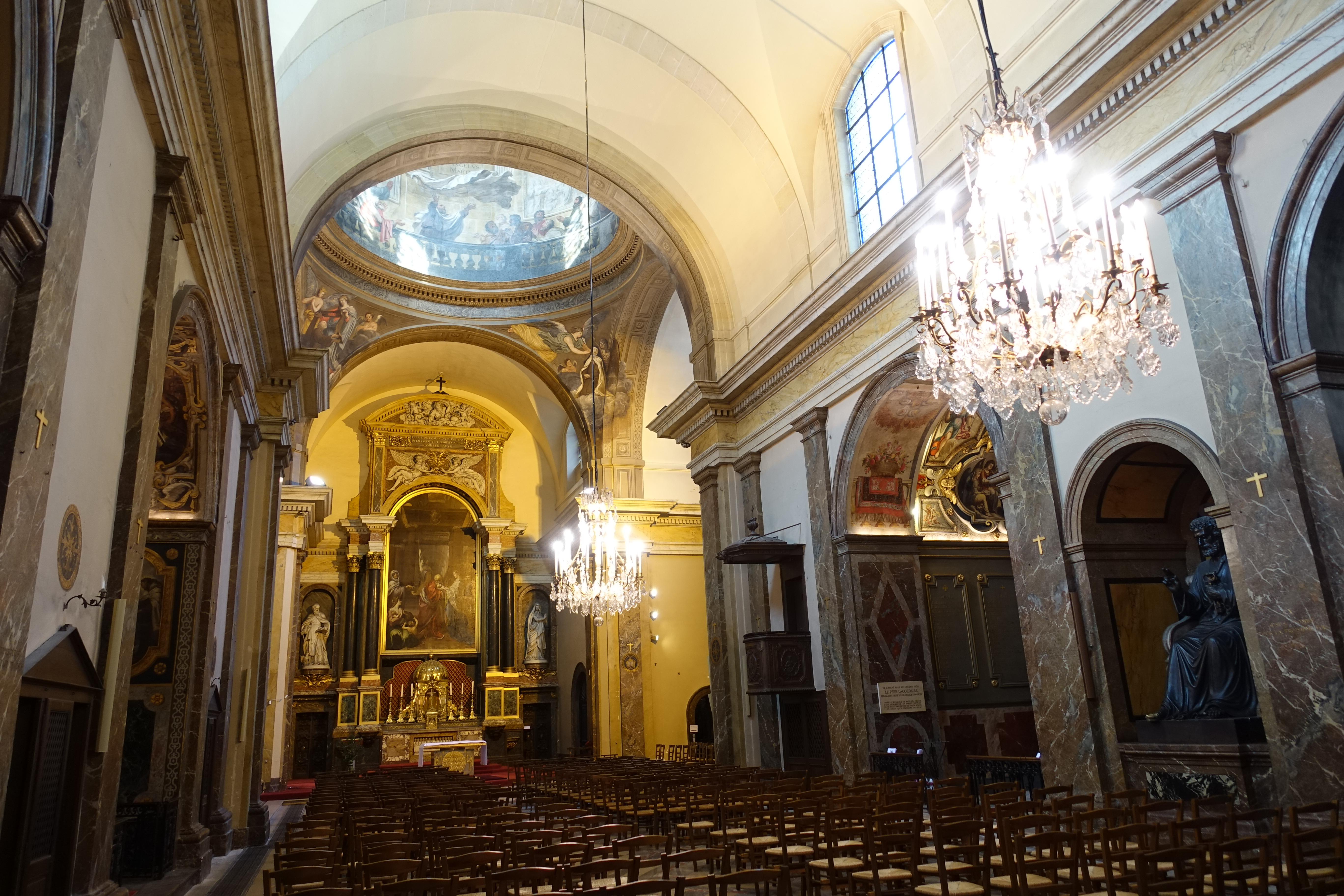
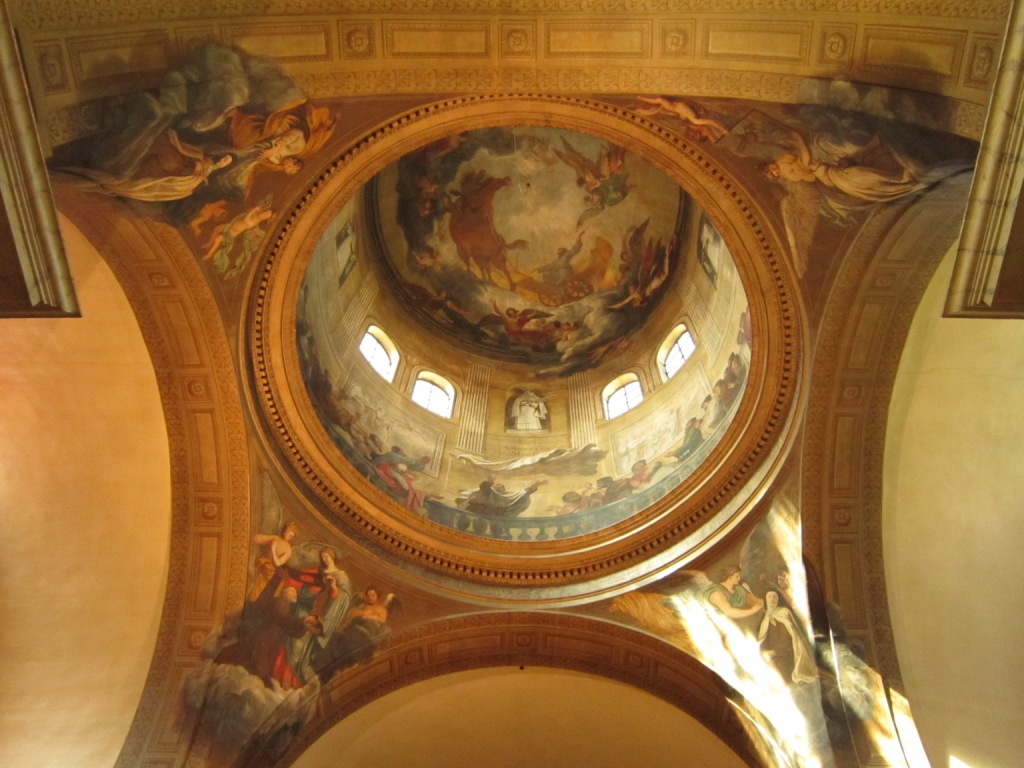
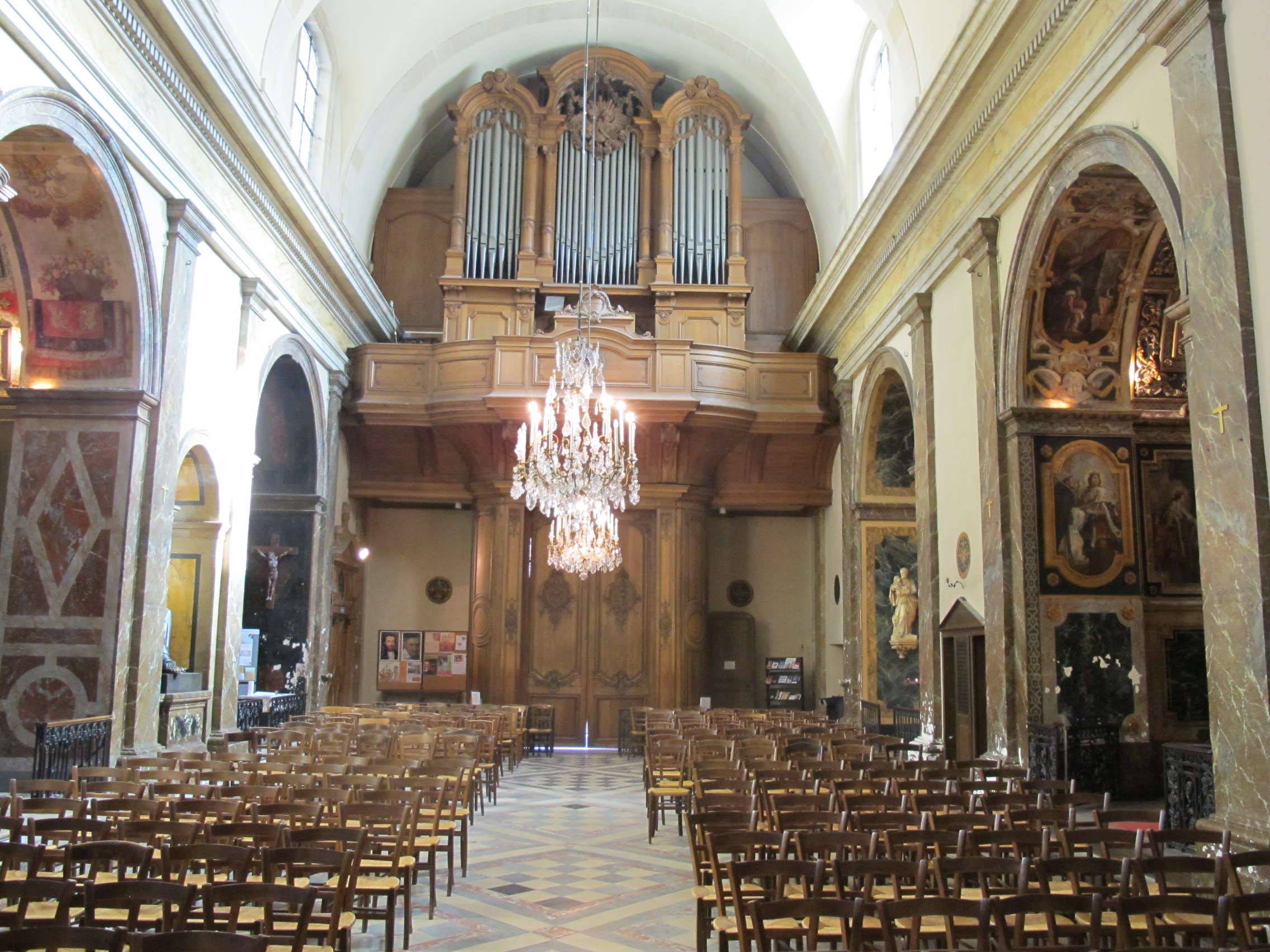

### 穹顶
穹顶是这座教堂明显的意大利特色之一。它直径9.4米，位于耳堂的交叉处。
殉道者小堂的拱顶天花板描绘了天使-音乐家，以及最近的一幕，“圣母玛利亚显现在1792年9月被屠杀的神父面前”，这是1792年九月大屠杀期间，在法国大革命期间，在该堂发生的一个事件。
这是巴黎第一座架在鼓座上的穹顶，鼓座是一个石头圆筒，上面有一圈窗户，让光线照进下面的教堂。它是用木头建造，上面覆盖着石膏，上面有一个木头框架，支撑着屋顶的瓦片， 屋顶形如皇冠。
咏经席上方的穹顶内部，有一幅由沃尔特·达梅里在灰泥上绘制的大型壁画，描绘先知以利亚，被加尔默罗会视为修会的灵感来源，乘坐火战车进入天堂。穹顶上部的绘画呈现了以利亚在天堂世界的场景，而较低的部分描绘他在地上生活的场景。 

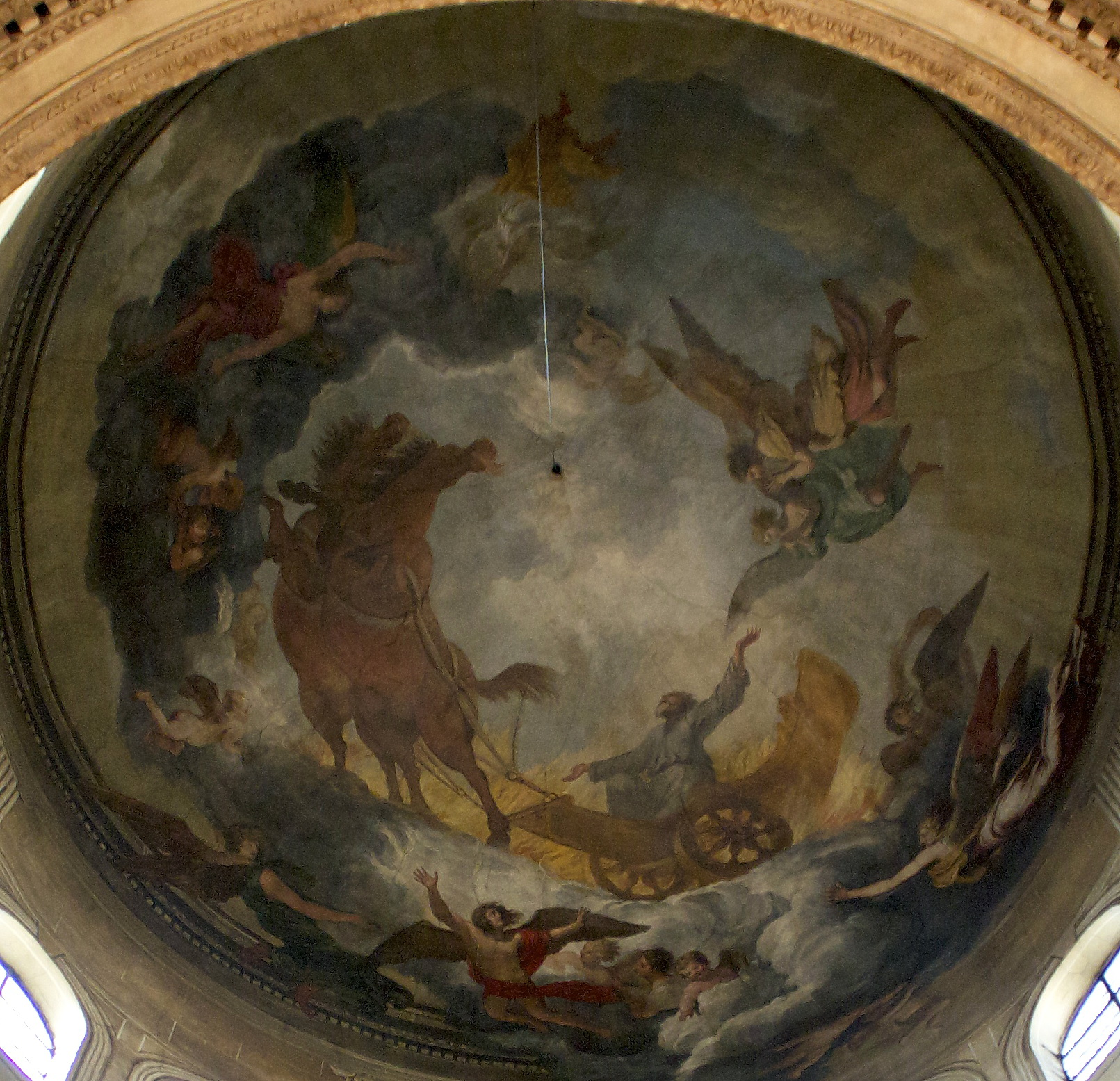
穹顶上部
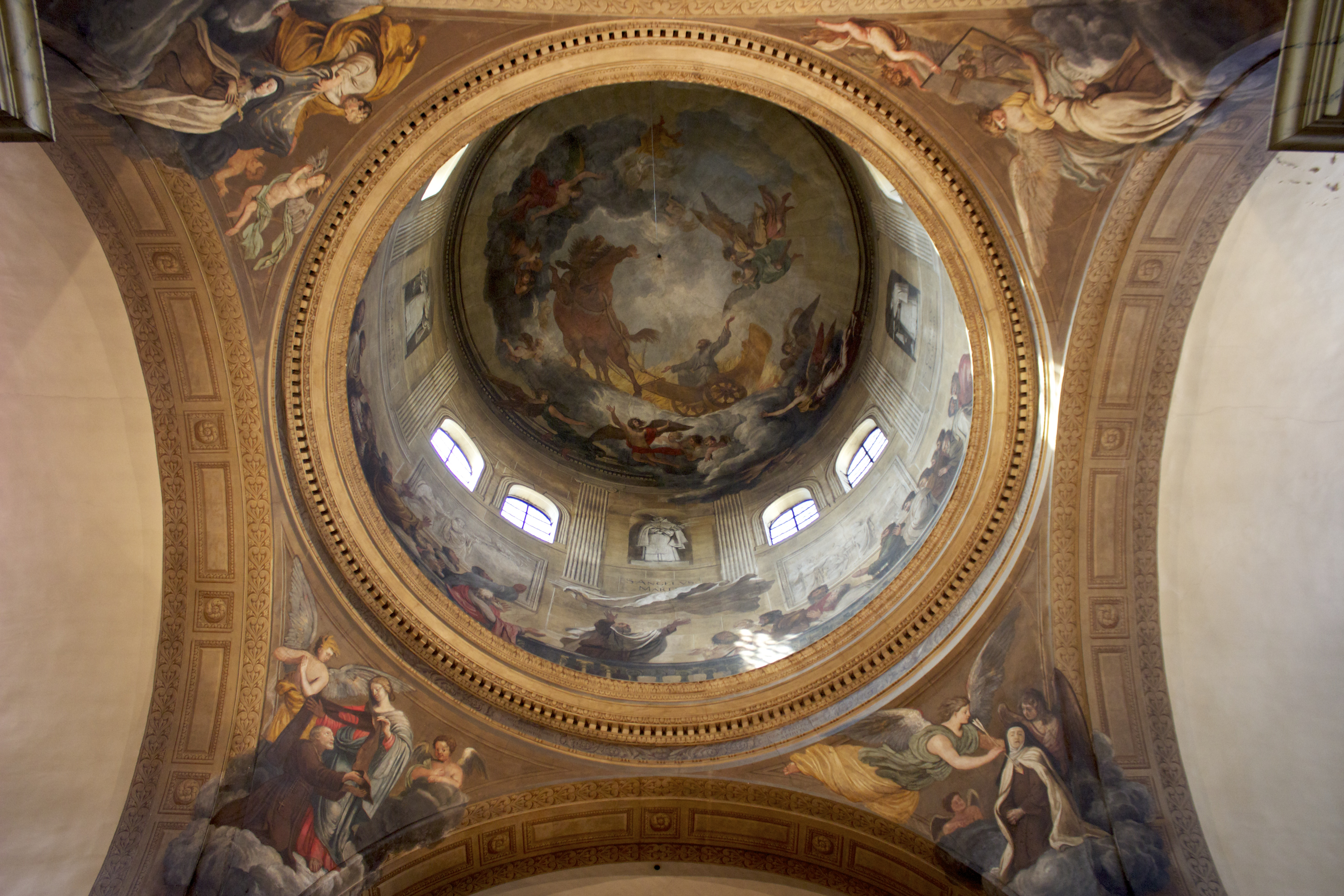
穹顶下部

## 祭坛及装饰
教堂的正祭台由皇家政府财政大臣米歇尔·塞吉埃（Michel Seguier）提供，修建于1633年至1635年之间。它位于穹顶正下方，具有将神职人员所在的咏经席与堂区教友礼拜的中殿分隔开的功能。它有四根黑色大理石柱，左侧有西蒙·吉兰的先知以利亚雕像。右边的原始雕像是阿维拉的圣德兰，但在19世纪被一位无名圣人的雕像所取代。
正祭台的装饰展示了教堂中的主要艺术品之一，《耶稣进圣殿》，由昆廷·瓦兰（1570-1634）绘制。它属于风格主义画派，绘于1624年。其上方是一群雕刻的天使。祭坛上有一个非常华丽的新巴洛克式帐篷，建于19世纪，取代了17世纪皮埃尔·米格纳德的作品。
正祭台的前面是一幅14世纪的浅浮雕《最后的晚餐》，生动地描绘了基督和使徒的面容。这是埃夫拉德·奥尔良（1292-1357）的作品。它最初属于莫布松修道院，但在法国大革命后运到了巴黎。
正祭台前面是一座较小的现代大理石和镀金祭坛，由雕塑家菲利普·卡佩林于1991年制作。作品表明他对现代启示录的看法，“大试炼的殉道者”，指的是法国大革命期间因信仰而在这座教堂被杀害的神父。

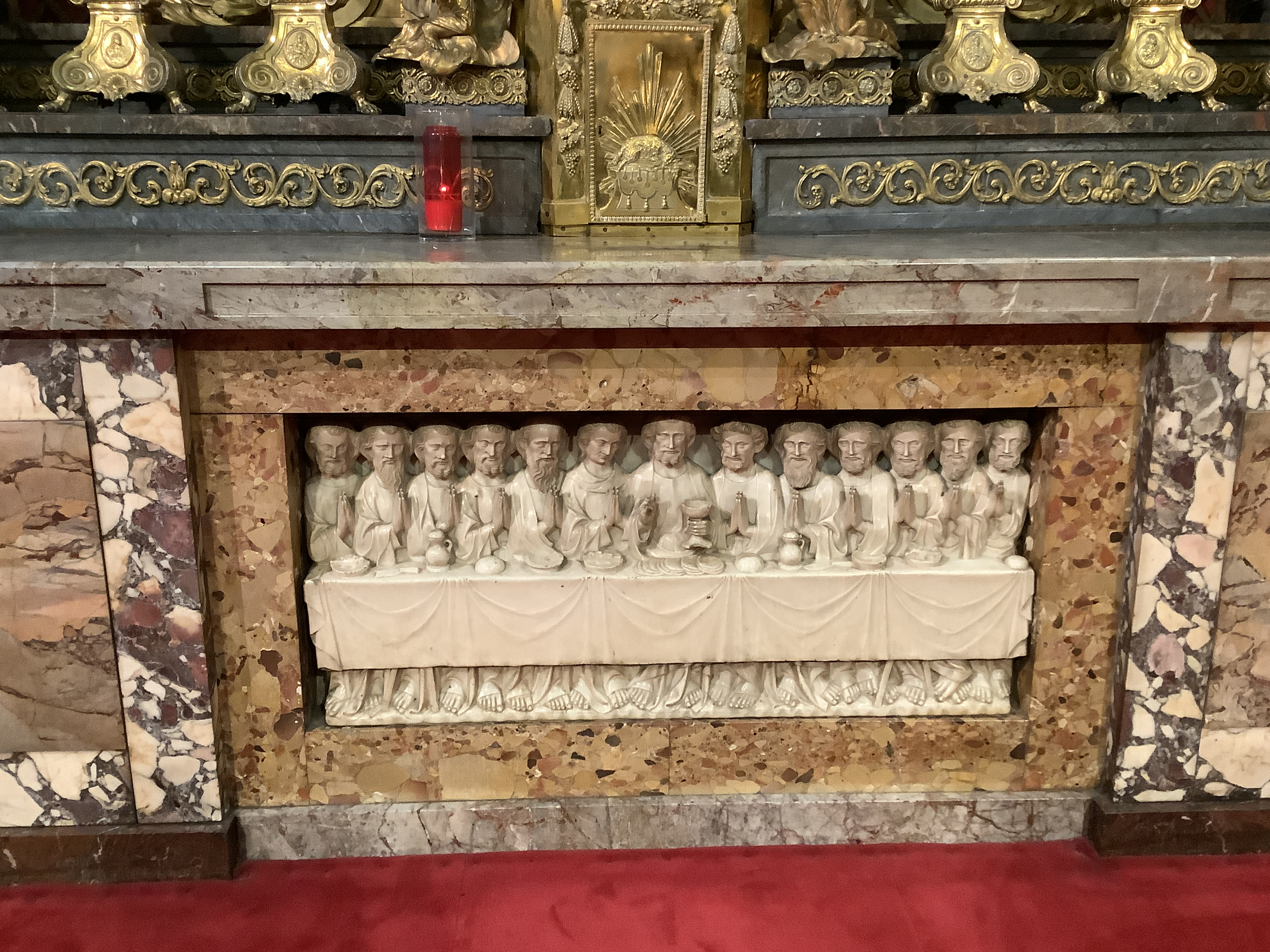
最后晚餐
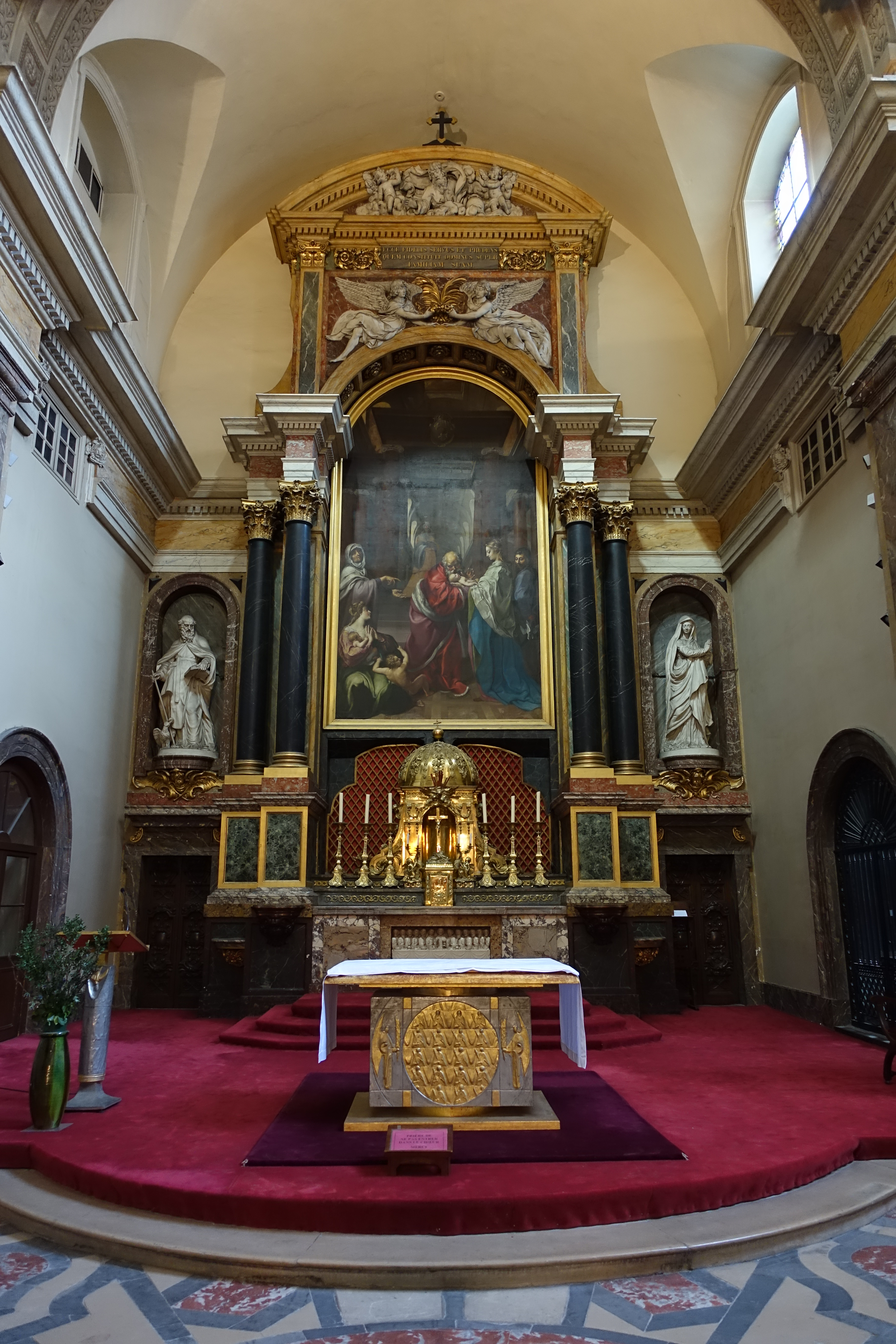
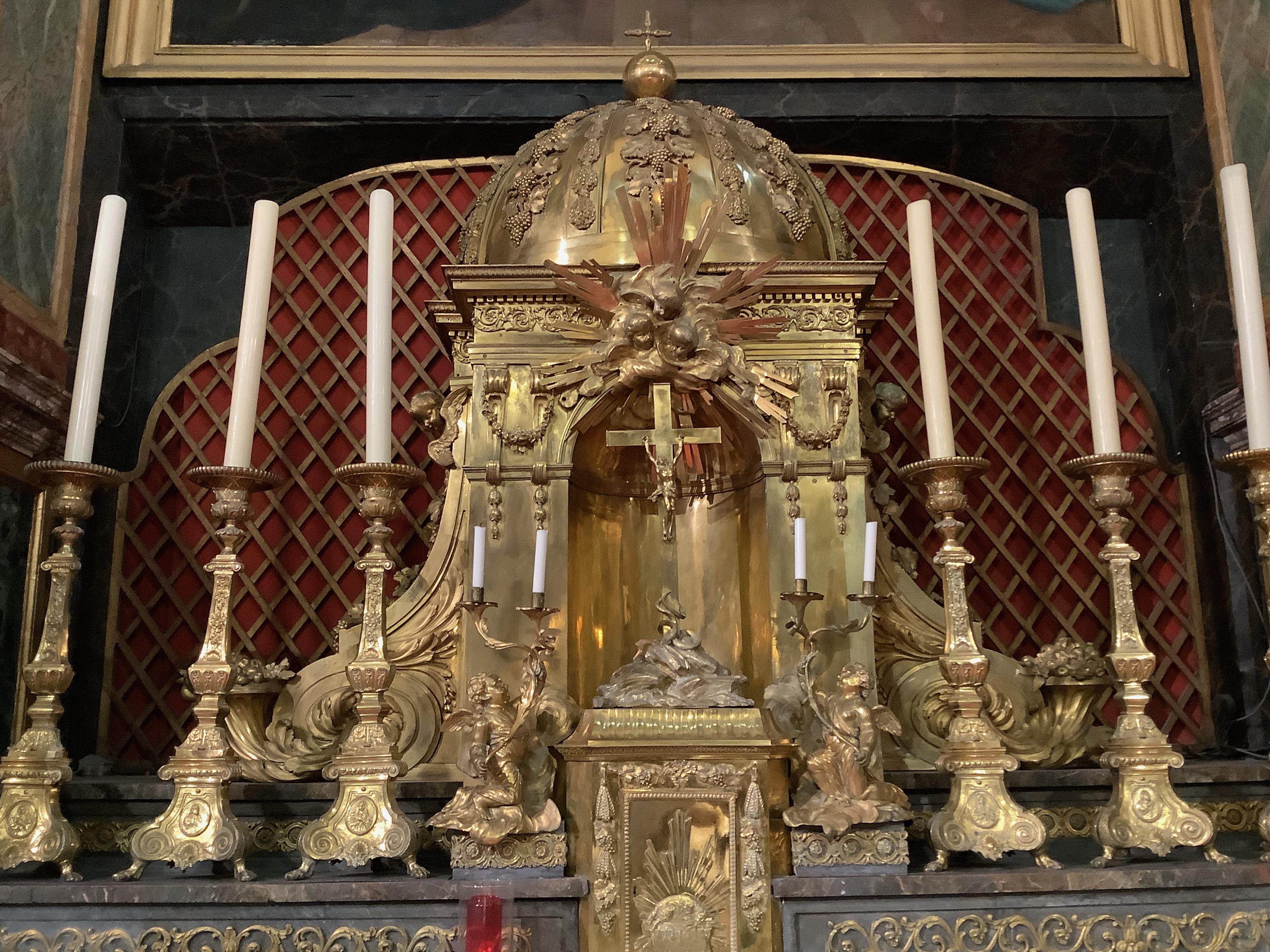

## 小堂
圣亚纳小堂始建于1620年，是第一座建成的小堂，拥有一些最奢华的装饰。它是由皮埃尔·布拉德·西勒里的赞助建造，他是一位富有的贵族，也是国王路易十三的战争和外交大臣。艺术品描绘圣母玛利亚的一生，以及她与母亲圣亚纳 的联系。祭坛上方的中央画作由米歇尔·科尼耶（Michel Corneille）绘制，描绘“圣母玛利亚接受父母聖若亞敬和圣亚纳的教育”。这些画作是这一时期流行的风格主义风格的好例子。
小堂的墙壁上覆盖着一系列非常精致的画作，描绘圣母玛利亚的生活场景，周围环绕着彩绘天使、怪人和花朵，为17世纪早期法国风格。入口上方是一幅《圣母领报》图，而天花板上画的是四圣史像，中间是一幅圣母玛利亚被天使环绕的画像。2012年，巴黎市通过私人捐款对小堂进行了全面修复。

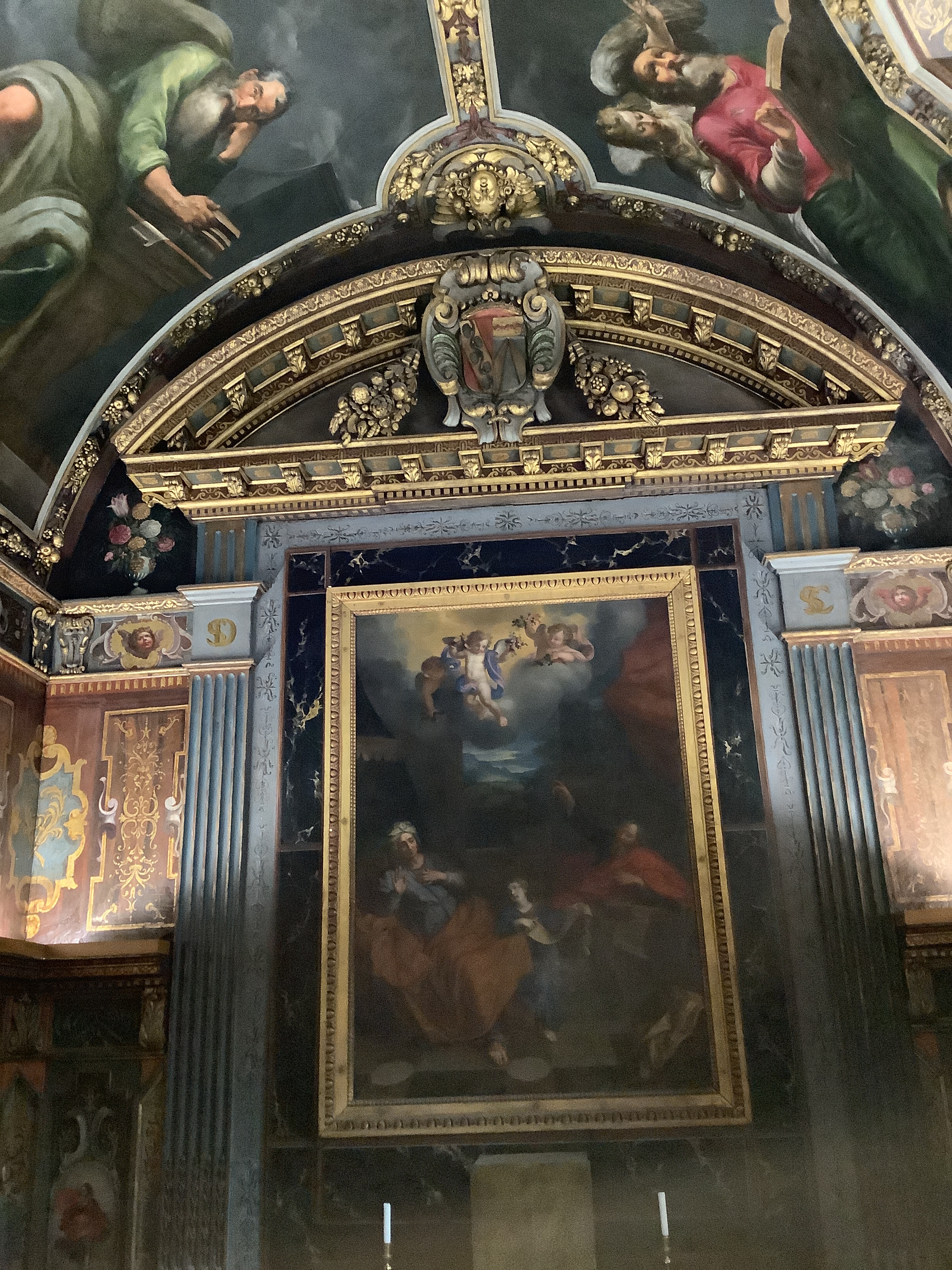
圣亚纳小堂
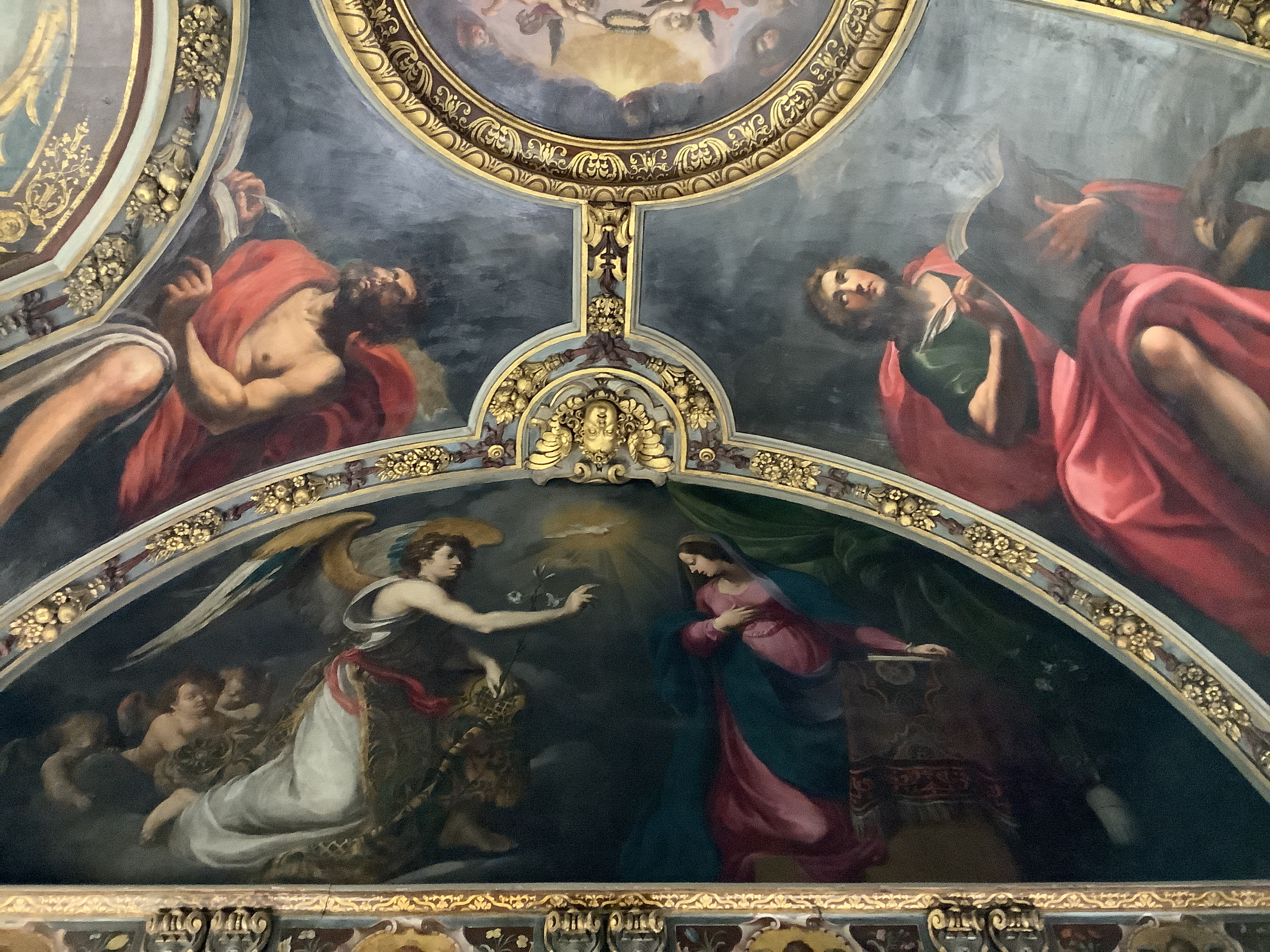
圣亚纳小堂
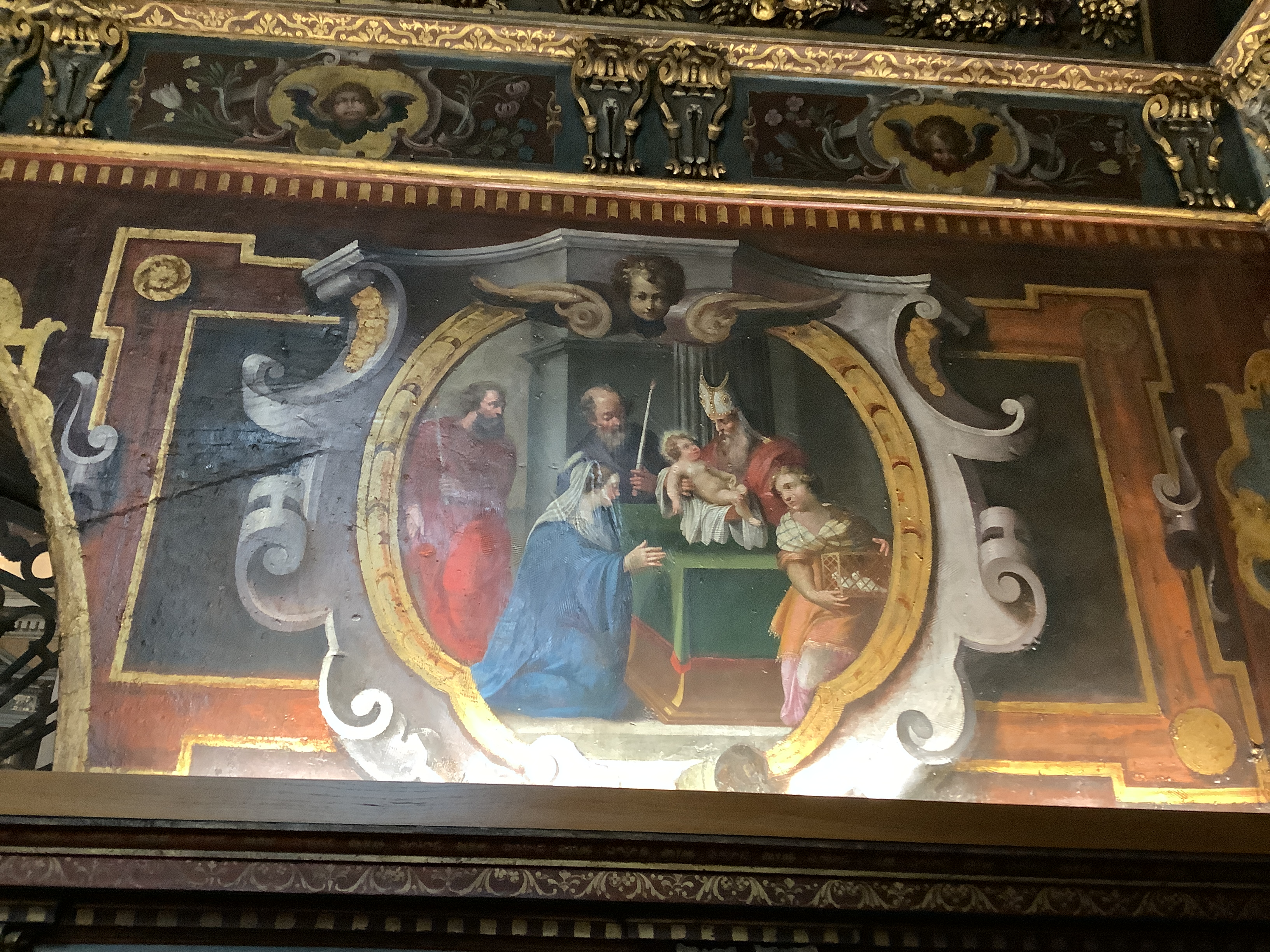
圣亚纳小堂
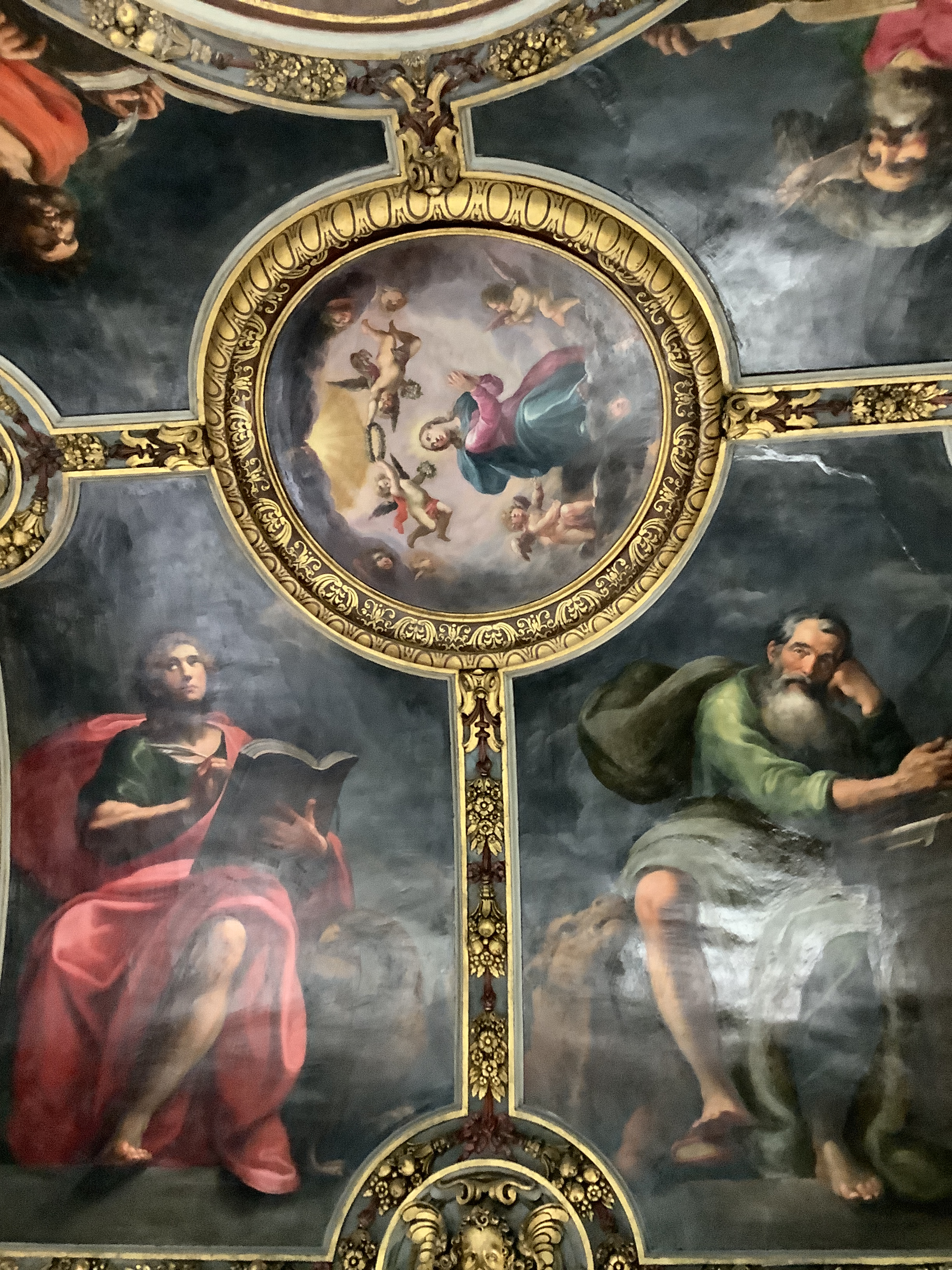
若望与路加，亚纳小堂天花板

17世纪的圣雅各伯小堂或若翰洗者小堂，是中殿旁的一座小堂，也是教堂中装饰最为华丽的巴洛克式小堂。这是亚伯拉罕·范·迪彭贝克（Abraham Van Diepenbeeck，1596-1675）的作品，他创造了一种紧密而多彩的绘画、镀金和雕塑组合。主题包括法王圣路易接受荆棘冠冕，以及一幅生动的巴洛克式的耶稣显圣容像，两侧是摩西和以利亚。另一幅画描绘在希律王的命令下，圣人被斩首。

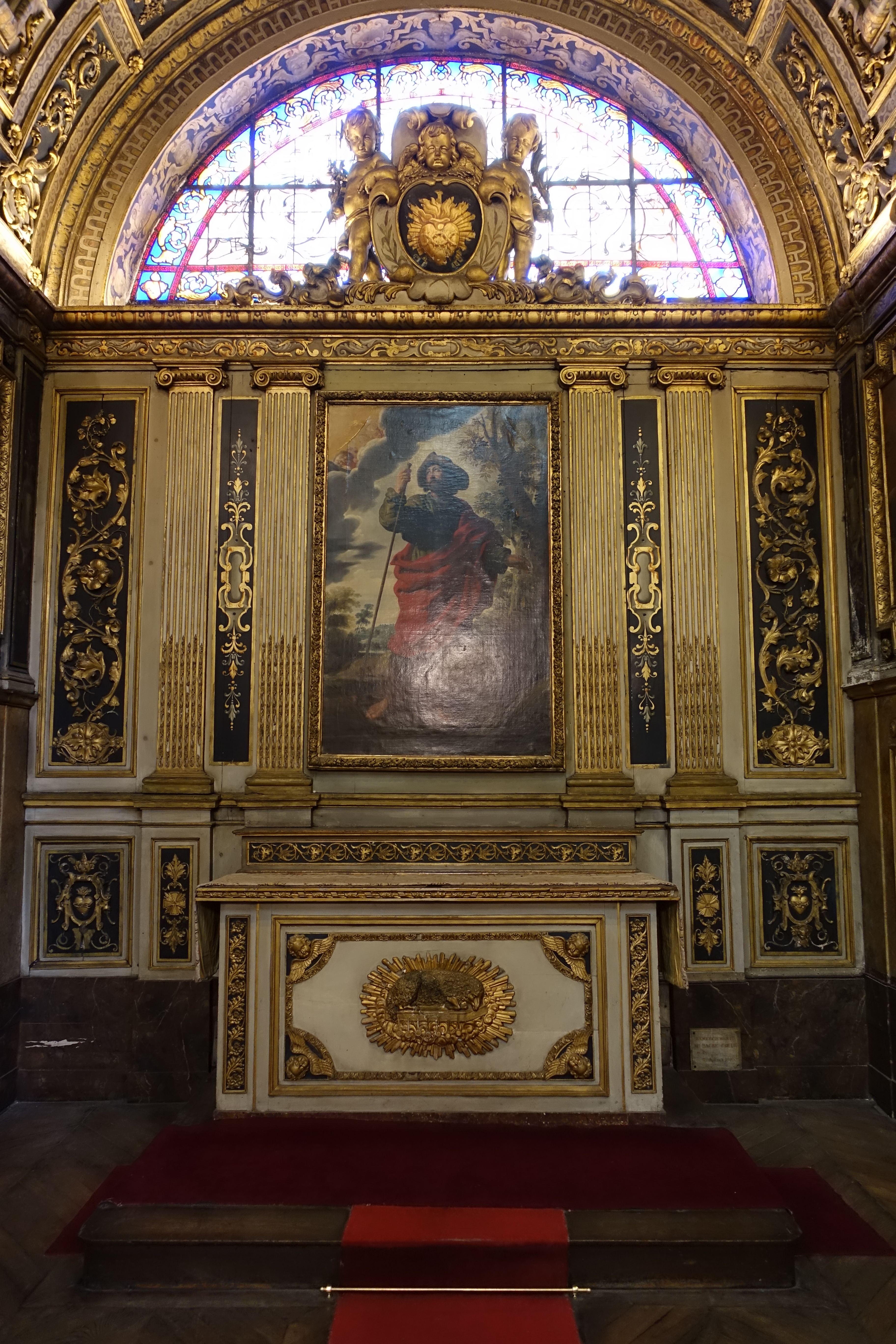
圣雅各伯小堂
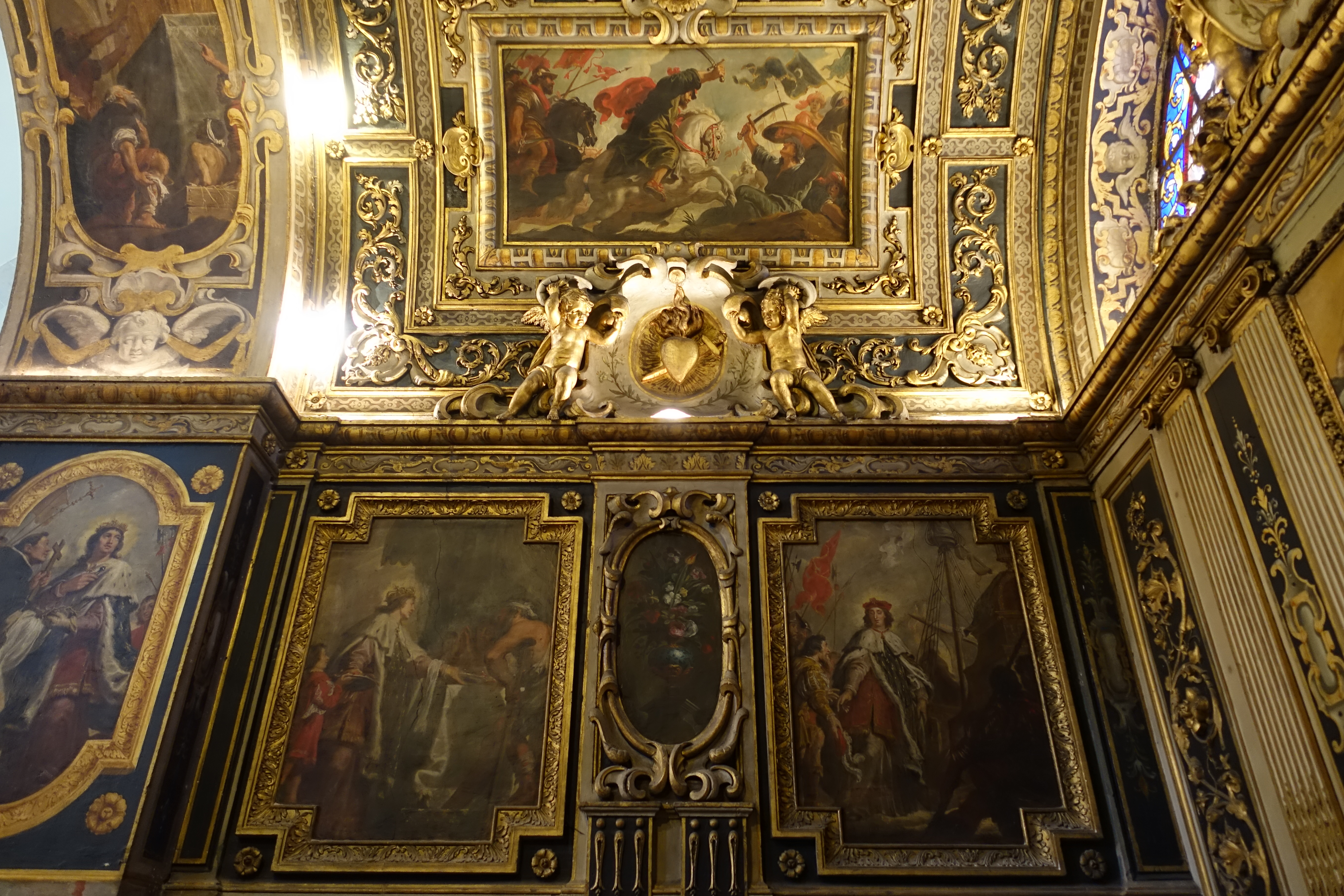
圣雅各伯小堂
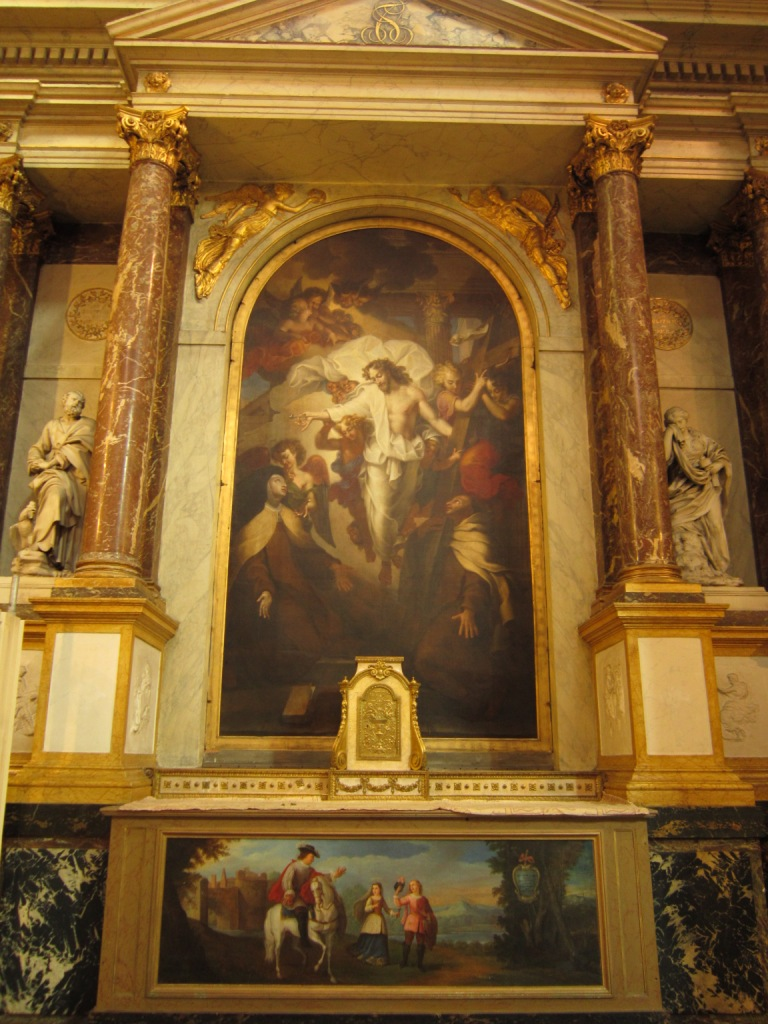
基督向德兰和十字若望显现（1676），右耳堂

利雪的德兰小堂，纪念这位现代圣人（1873-1897年），1925年封圣，位于耳堂右侧，中殿和咏经席之间的交叉点。天主教学院神学院院长、未来的红衣主教维莱德委托修建了这座小堂，并在小堂内绘制了一组四幅关于她的生平的画作，由保罗·布菲（1864-1941）和他的弟弟埃米德（Amédée，1869-？）绘制。其中一幅画描绘了第一次世界大战中，圣女在战壕中守望着法国士兵。两兄弟的风格类似于当时活跃的莫里斯·丹尼和纳比斯。除了圣德兰雕像外，这座小堂还有两座17世纪的代表忏悔的雕像，由雅克·萨拉津（1592-1660）制作。其中一幅描绘圣伯多禄，另一幅描绘玛利亚玛达肋纳，他们的脸，甚至扭曲的身材，都暗示着悲伤和忏悔。

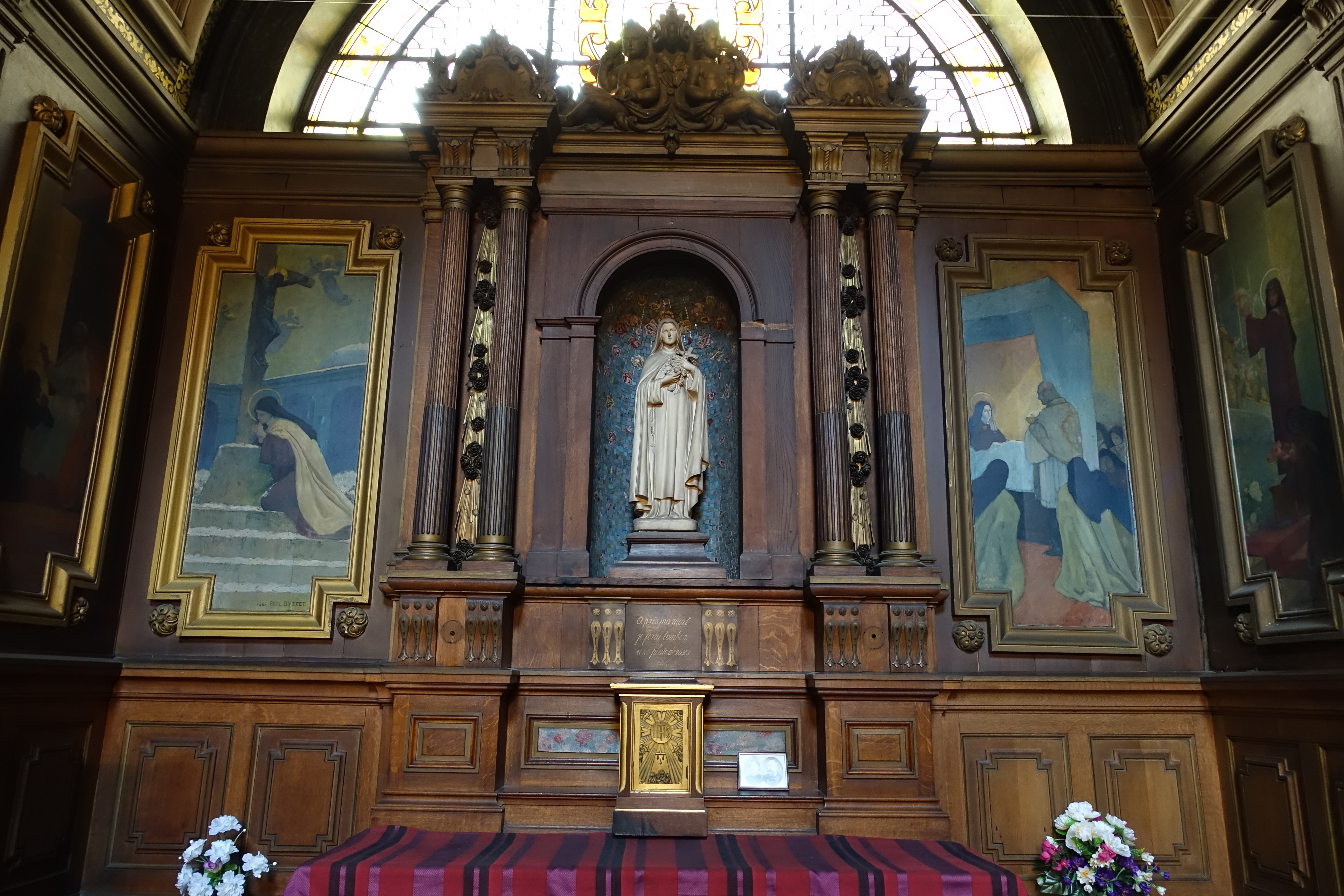
利雪的德兰小堂
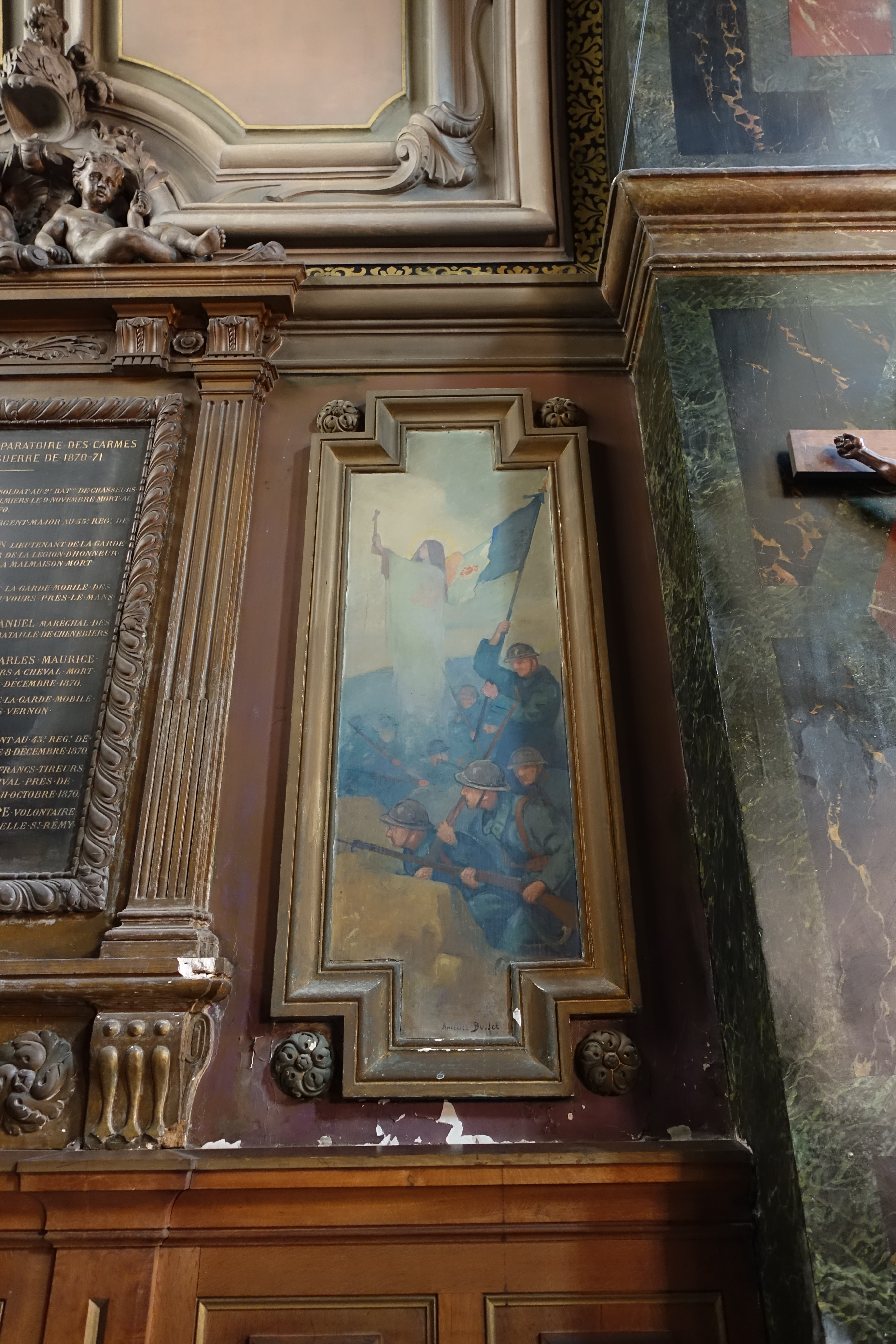
圣女德兰在第一次世界大战战场

圣母小堂在耳堂的左侧，其中心是一座类似于微型神庙的祭坛，上面装饰着柱廊和饰带。继吉安·洛伦佐·贝尼尼的画作之后，在祭坛的后面，山花下面是意大利雕塑家安东尼奥·拉吉（Antonio Raggi，1624–1666）的圣母子雕像，他是贝尼尼最亲近的学生。 
'
殉道者小堂的拱顶天花板描绘了天使-音乐家，以及最近的一幕，“圣母玛利亚出现在1792年9月被屠杀的神父面前”，这是1792年九月屠杀期间，在法国大革命期间，在该堂发生的一个事件。
左耳堂的尽头是吉勒·盖林（Gilles Guérin）的圣方济各雪花石膏雕像。  

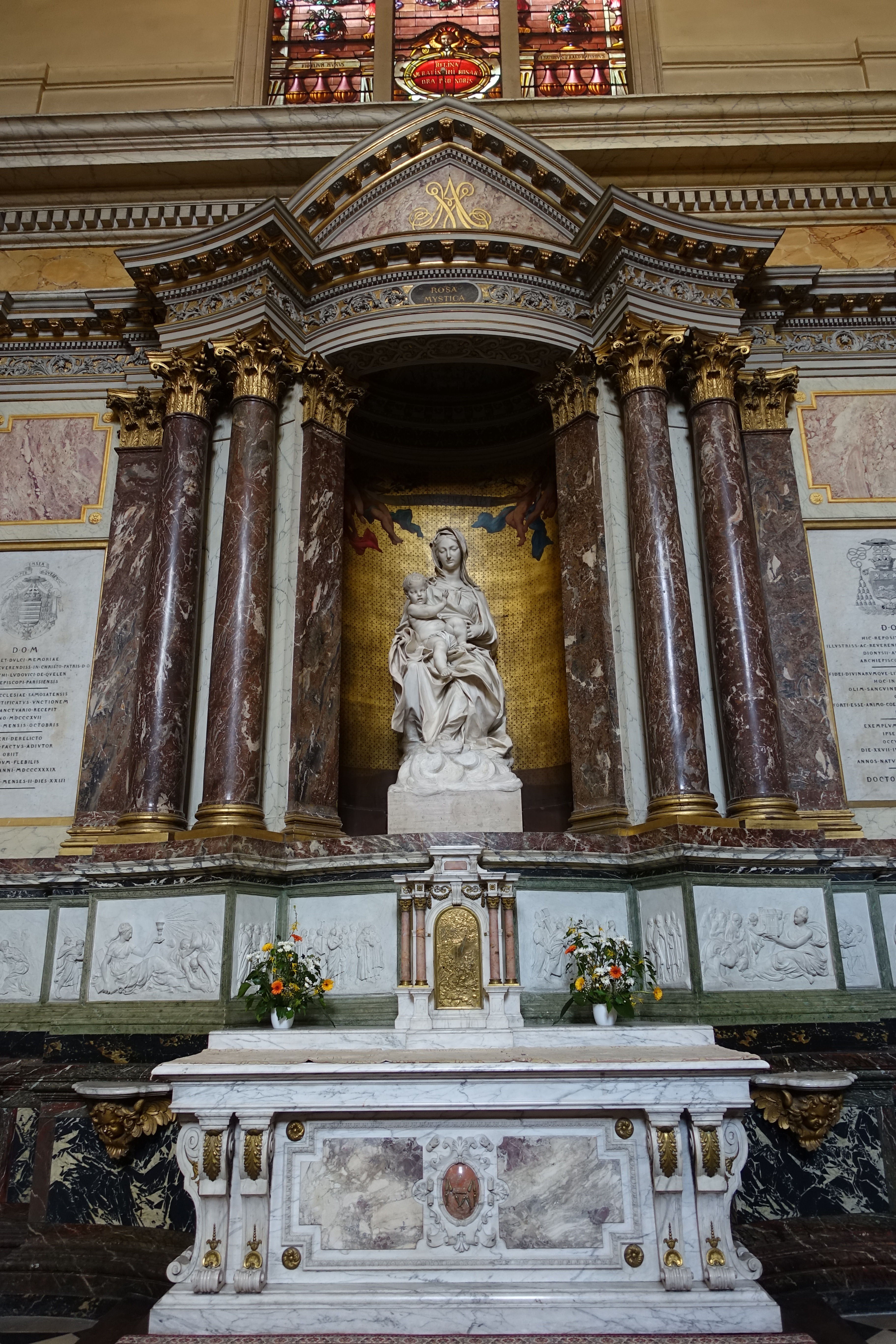
圣母小堂与贝尼尼祭台
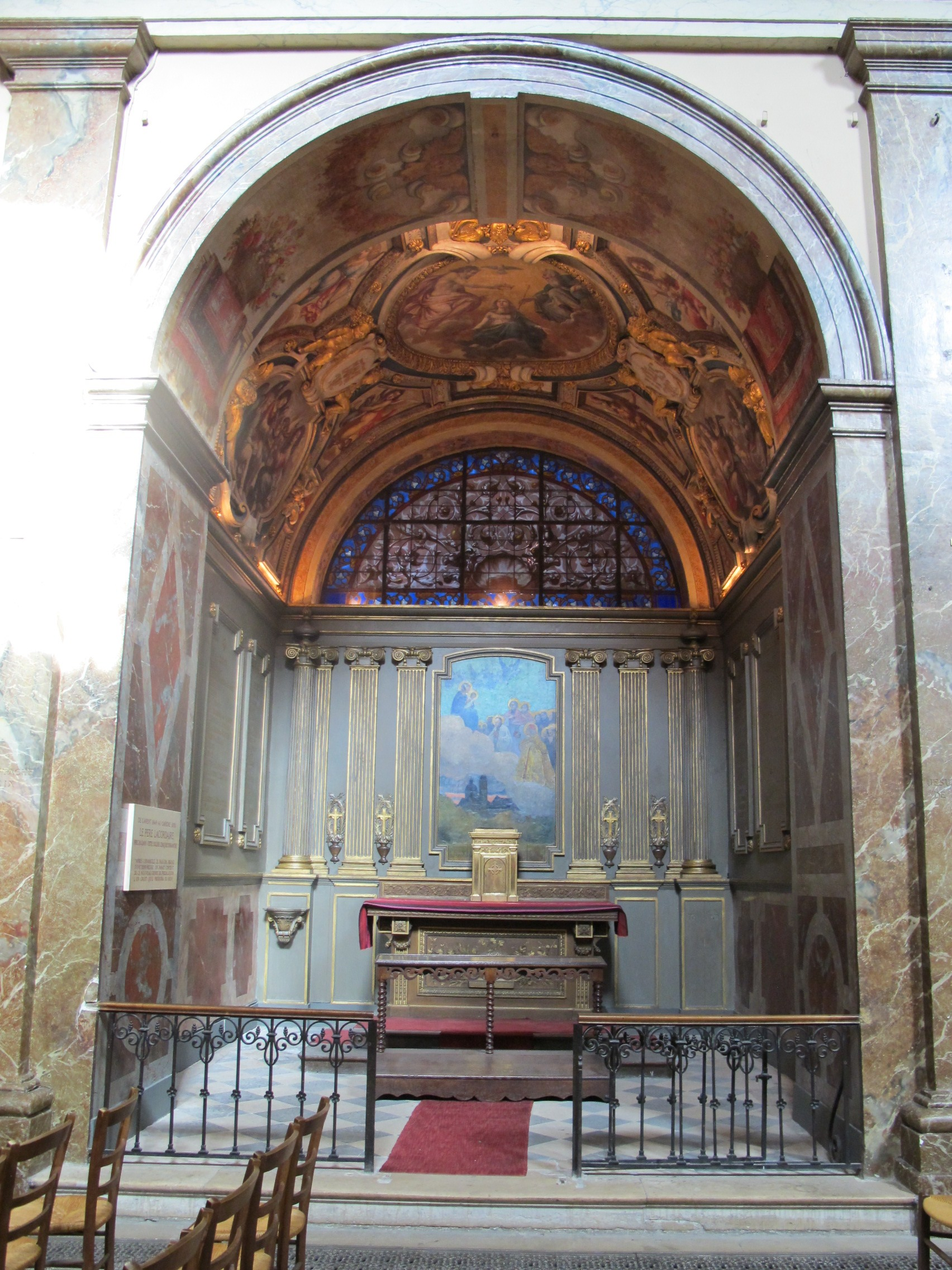
殉道者小堂
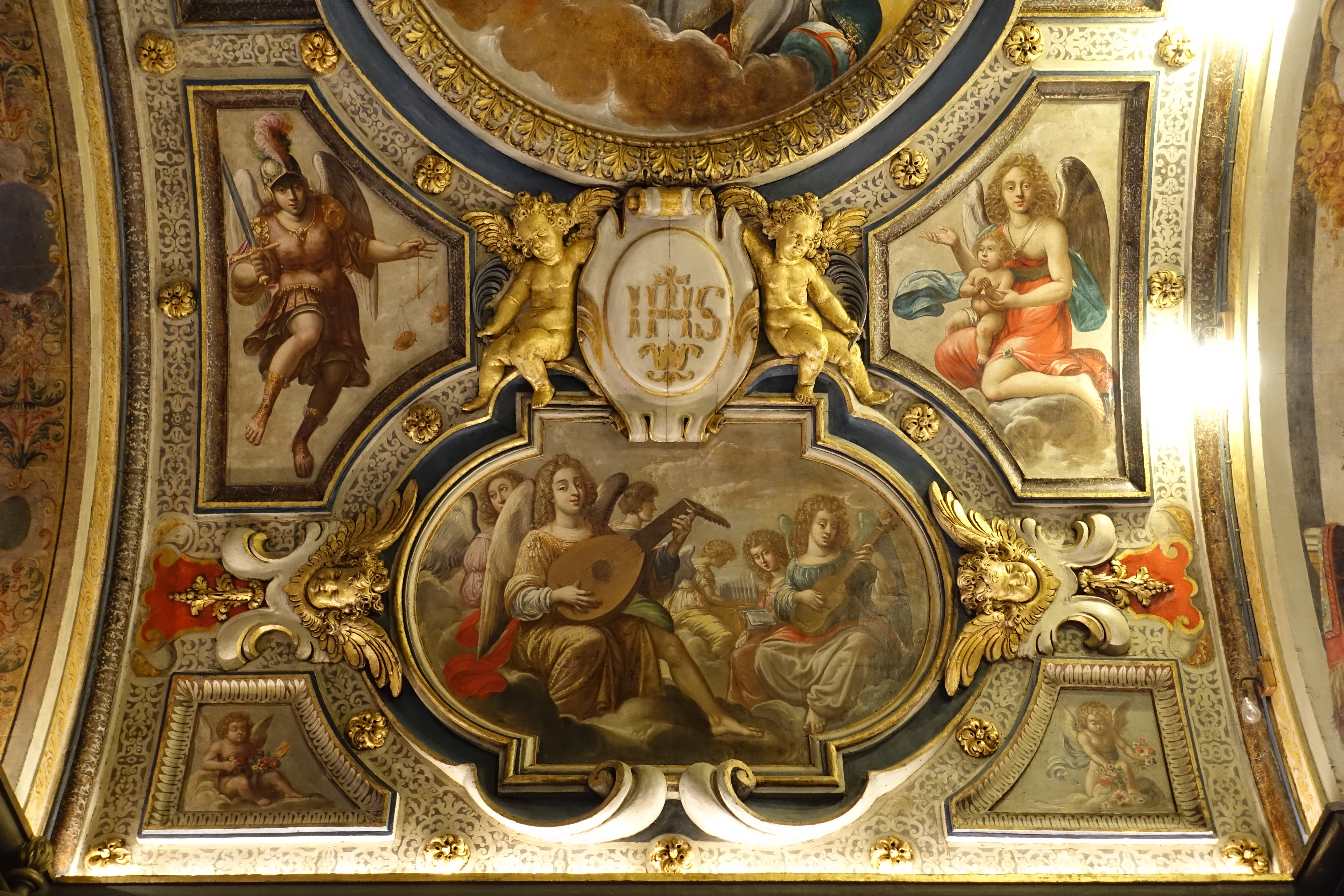

## 殉道者墓穴
殉道者墓穴有一块在法国大革命期间九月屠杀 （1792年9月2日至4日）中在该堂被杀害的神职人员的纪念碑。1860年代，作为拿破仑三世重建巴黎的一部分，在修建一条新街道的过程中，在教堂附近的壕沟中发现了几座乱葬坑；尸骨显示出大屠杀造成的伤害。1867年，遗体被移到新教堂。1926年，教宗庇护九世承认一百九十一人为殉道者，并予以宣福。这些人包括阿尔勒总主教让-马里•迪洛、两位主教、127位神父以及56位其他宗教人士。
该墓穴还包含其他几个墓室，包括圣云先会的创始人弗雷德里克•奥扎南的墓，他于1997年宣福。这里还保存着加尔默罗会修女院一些早期修女的坟墓。

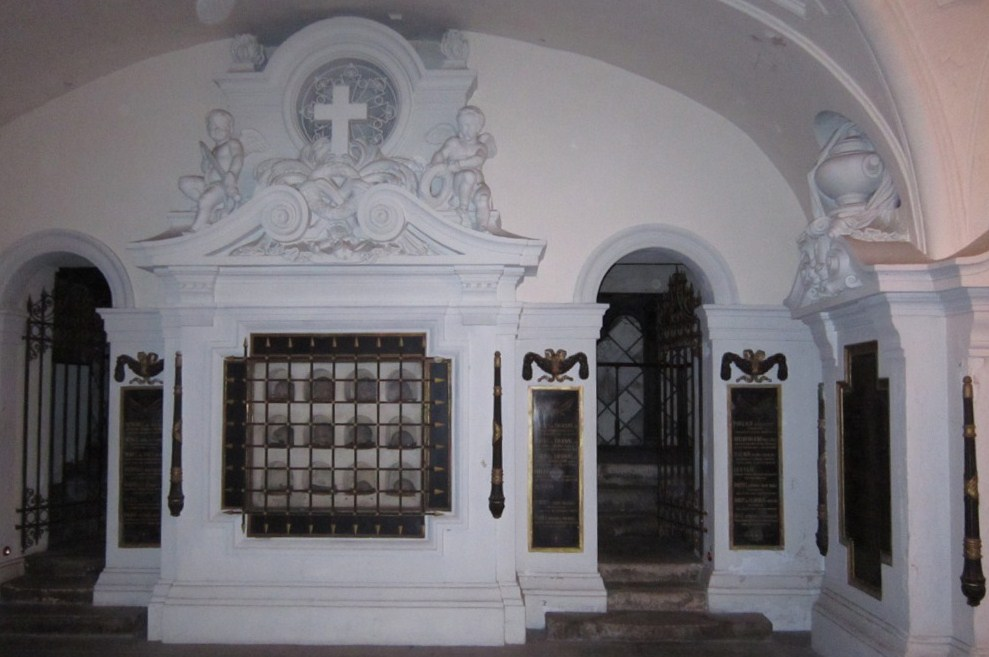
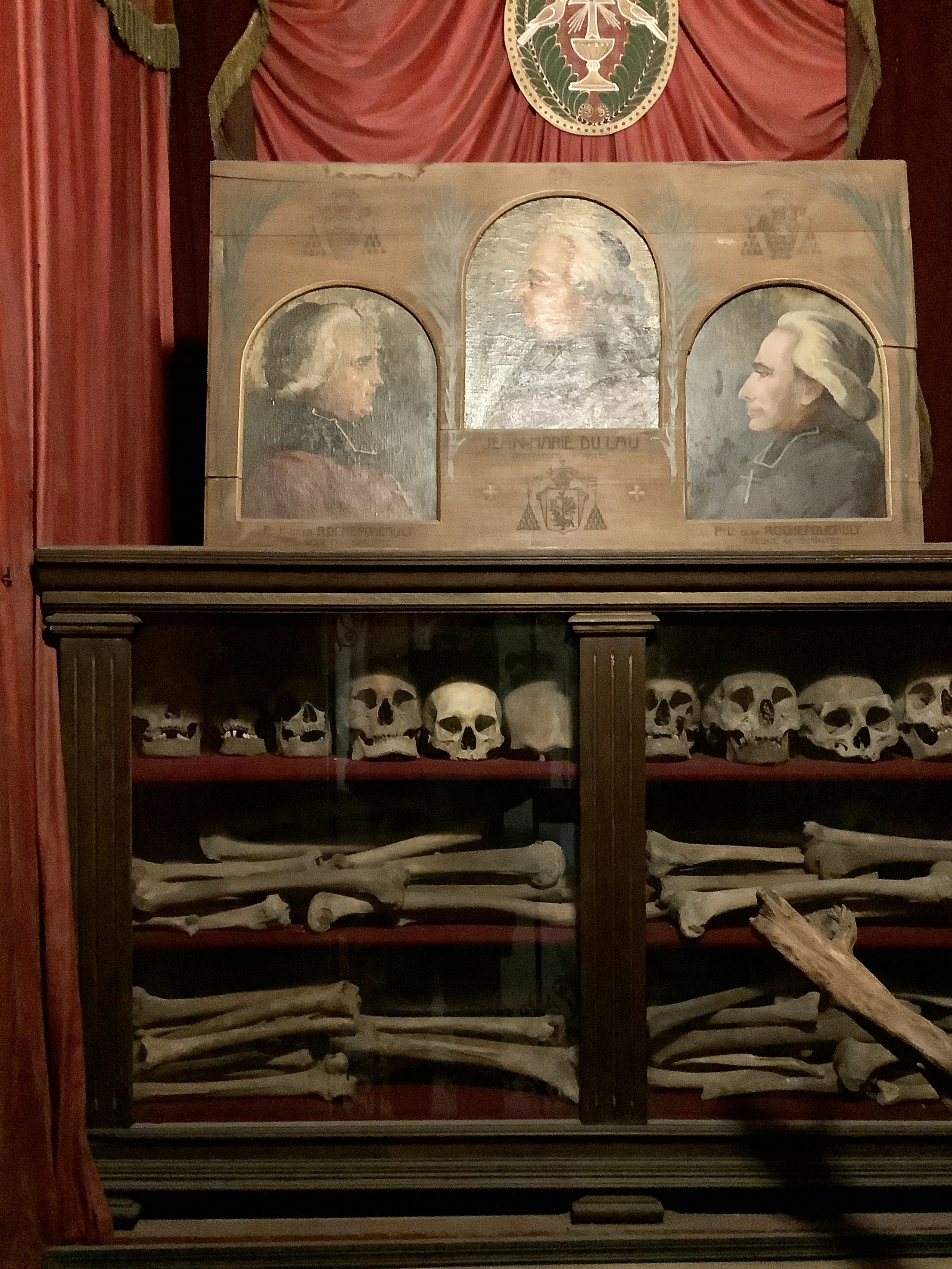

## 艺术与装饰

### 花窗玻璃

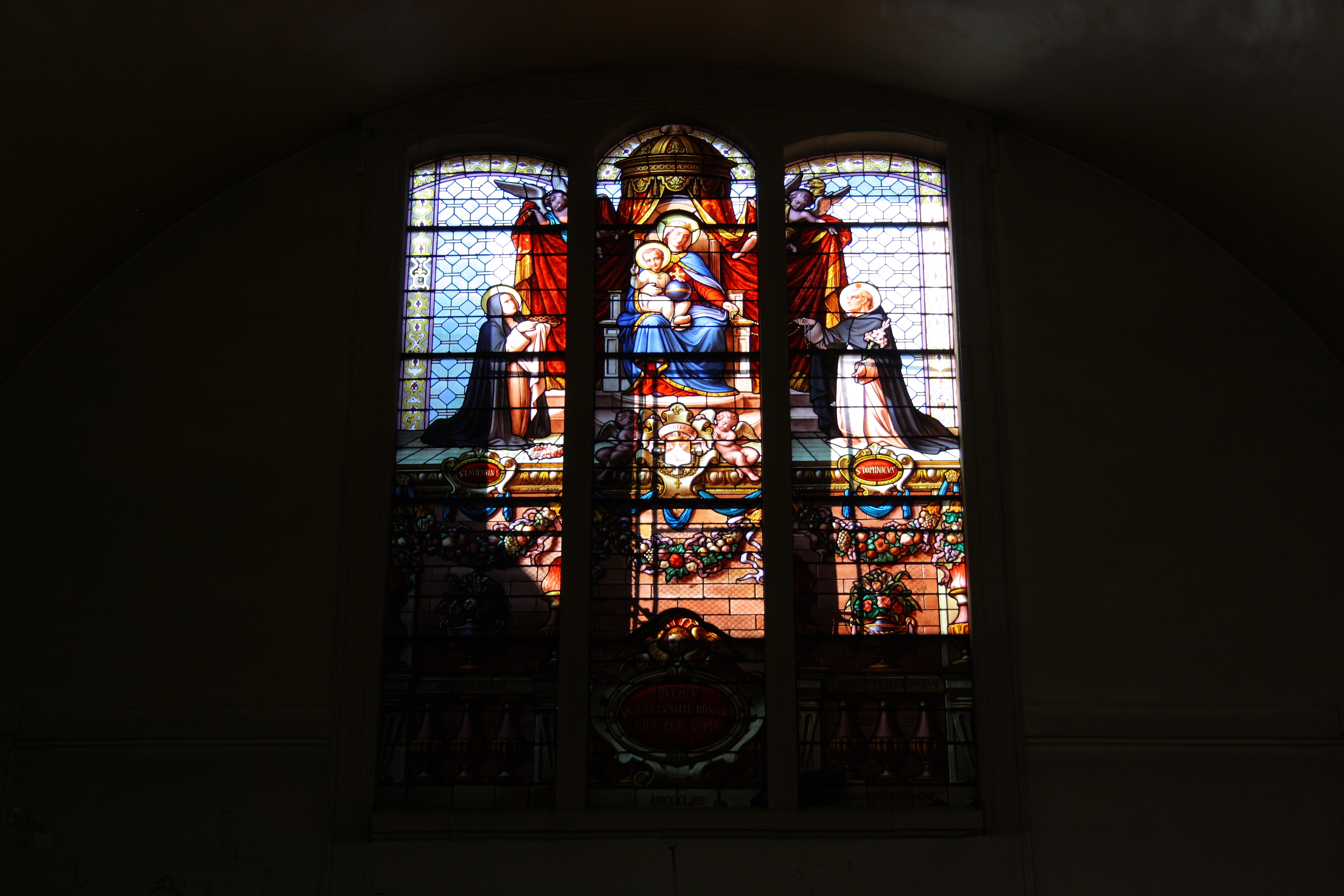
Christ and the Virgin Mary with Saint Dominic
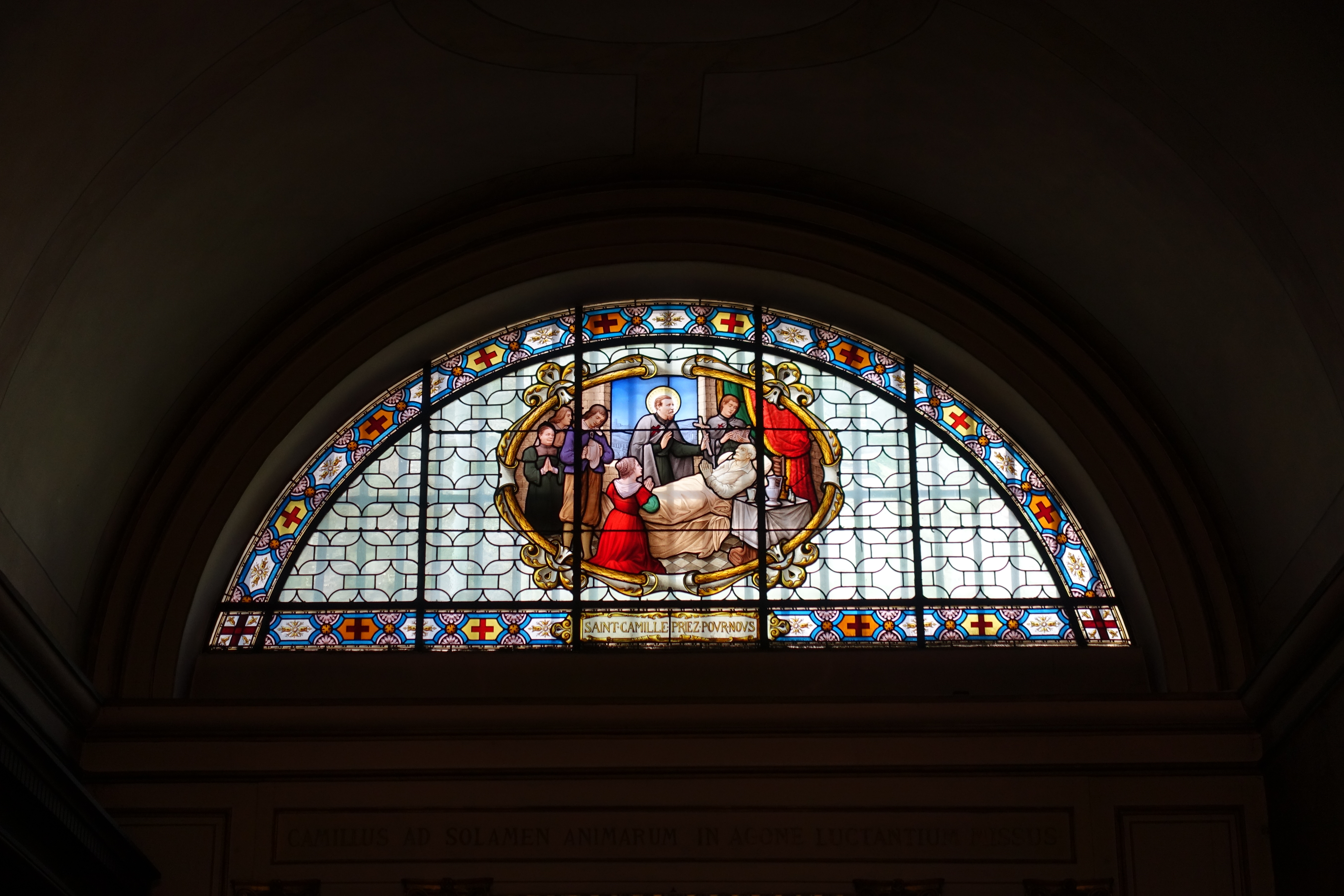
The death of Saint Camille de Lellis (1856), (late 19th century)
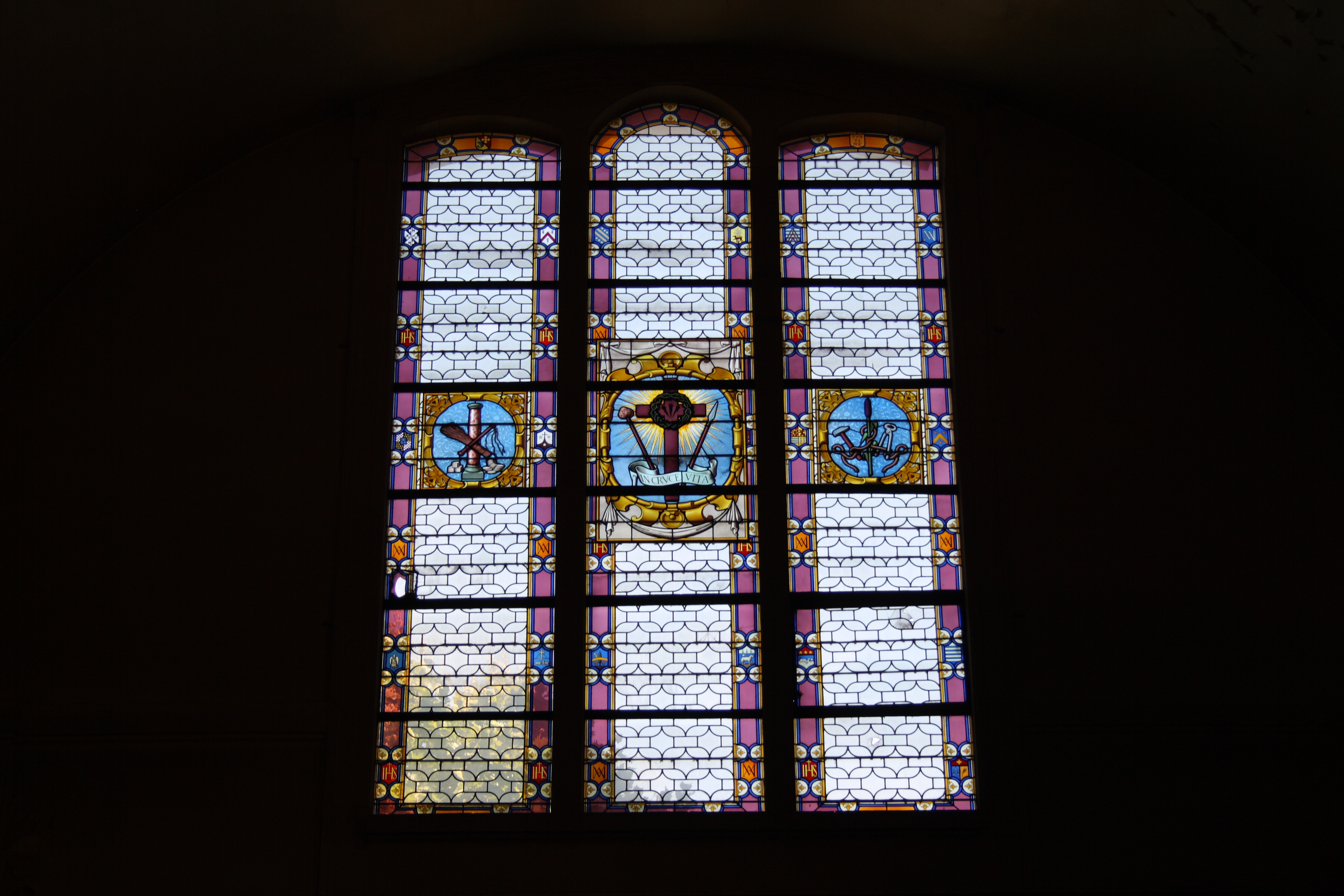

### 管风琴
管风琴由洛林管风琴建造商亨利•迪迪尔于1902年建造。1971年修复，1992年再次修复。管风琴有两层手键盘和一层脚键盘，上有25个音栓。从手键盘到音管的联动是机械的而不是电子的。

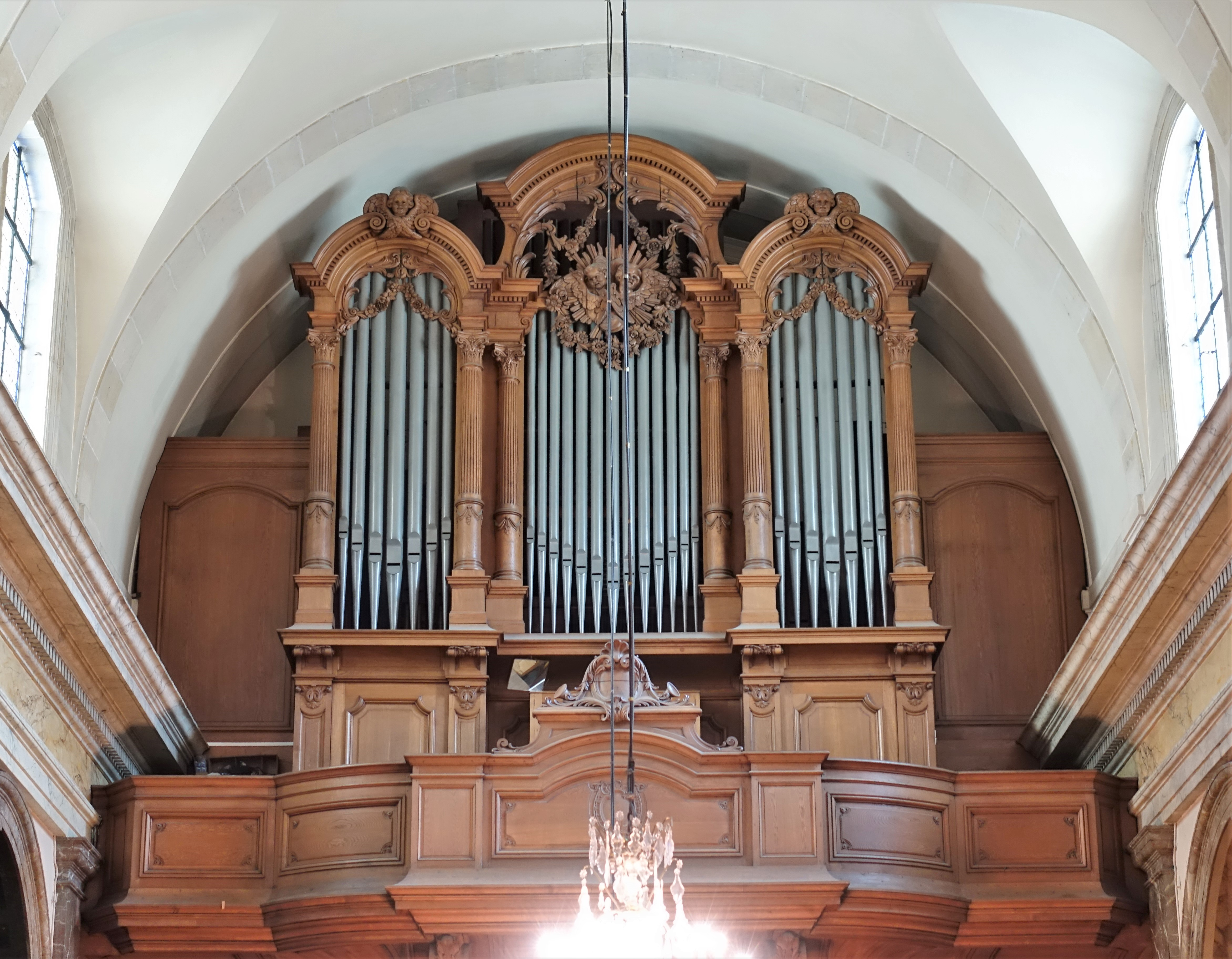
管风琴